# Platonizm
Platonizm – nurt filozoficzny opierający się na filozofii Platona (427–347 p.n.e.), stanowiący jej interpretację i kontynuację. W poszczególnych epokach historycznych, rozwijały się różne odłamy platonizmu, niejednokrotnie bardzo się od siebie różniące. Platonizm należy do najbardziej wpływowych nurtów w myśli europejskiej. Poza filozofią miał również wpływ na inne dziedziny, takie jak teologia, nauka, sztuki piękne czy literatura.
Poglądy filozoficzne Platona nieprzerwanie oddziaływały na myśl filozoficzną począwszy od starożytności aż po czasy współczesne. Możemy tutaj mówić zarówno o kontynuacji i rozwoju platonizmu, jak i o jego krytyce lub wręcz całkowitym odrzuceniu. Do recepcji tej dochodziło w obrębie szkół i nurtów filozoficznych, była ona także obecna w pracach samodzielnych myślicieli. W rezultacie dorobek filozoficzny Platona podlegał różnorodnym przekształceniom, w związku z czym pojęcie platonizmu obejmuje szereg niejednokrotnie wykluczających się propozycji interpretacyjnych. Szczególnie istotny jest neoplatonizm, którego zakwestionowanie zainaugurowało wiele nowoczesnych interpretacji opartych na odczytaniu samych tylko dialogów. Osiemnastowieczny historyk Johann Jakob Brucker w swojej Historia Critica Philosophiae twierdził, że neoplatonizm opierał się na „przesądzie, entuzjazmie i mistyfikacji, wprowadził zamęt i bałamutność do religii chrześcijańskiej i filozofii [...], pomieszał idee i poglądy pogańskie z czystą i prostą doktryną Ewangelii [...] popsuł czystą religię Chrystusa, a swój własny kościół uczynił siedliskiem zwady i wylęgarnią błędu”. Dopiero w dwudziestym wieku zaczęto rehabilitować neoplatońską wykładnię Platona, m.in. za sprawą prac takich autorów jak Eric Robertson Dodds, Pierre Hadot, Werner Beierwaltes, Pierre Aubenque, Jean-Marc Narbonne czy Reiner Schürmann. Jak ujął to Philip Merlan, „obecna tendencja polega raczej na zasypywaniu przepaści między platonizmem a neoplatonizmem niż na jej pogłębianiu”. Charles Kahn twierdzi wprost, że „metafizyczna wizja Platona [...] jest wyraźnie wizją Plotyna i neoplatoników”.

## Wyznaczniki platonizmu
Lloyd Gerson wyróżnia pięć negatywnych wyznaczników platonizmu: antymaterializm, antymechanicyzm, antynominalizm, antyrelatywizm, antysceptycyzm. Zarazem odnajduje on u Platona także wymiar pozytywny: wszechświat charakteryzuje systematyczna, hierarchiczna jedność, której częścią jest człowiek, kategoria boskości i psychiki jest niezbywalna przy jego objaśnianiu, a szczęście jest wynikiem zajęcia utraconej pozycji w hierarchii.
Kerényi podaje pięć wyróżników platonizmu: teorię idei, anamnezę, filozoficzną erotykę, teorię dwóch światów oraz nadrzędną pozycję dobra.
Z kolei Matthias Baltes uważa, że istotą platonizmu jest pięć dogmatów: dogmat wolności duszy, dogmat wieczności świata, dogmat metempsychozy, dogmat hierarchii rzeczywistości, dogmat metafizyki idei. Wszelako, jak twierdzi Heinrich Dörrie, pierwotny platonizm cechowały spory o to, czy cała dusza jest nieśmiertelna, czy tylko jej część, czy idee są częścią boskiego intelektu, czy nie, czy wszechświat został stworzony w jednym momencie, czy też nie, czy zło należy utożsamiać z materią lub brakiem, czy też nie.

Działający w XVIII i XIX w. neoplatonik Thomas Taylor zdefiniował platonizm w 22 dogmatach (Credo platonika), z których pierwszy brzmi: 
„Wierzę w jedną pierwszą przyczynę wszystkich rzeczy, której natura jest nieskończenie transcendentna i zupełnie poza wszelką skończoną spekulacją; która jest nadistotowa, nadżyciowa, nadumysłowa; której nie można prawdziwie nazwać, mówić o niej, pojąć mniemaniem lub wyobrażeniem”.

## Starożytność

### Akademia
- Heraklides z Pontu – kierownik Akademii w czasie nieobecności Platona
- Dior z Syrakuz – szwagier tyrana Dionizjosa Młodszego, odegrał ważną rolę w życiu Platona i jego projektach politycznych
- Erostos ze Skepsis
- Eudoksos z Knidos – astronom i matematyk, możliwe że kierował szkołą w czasie podróży Platona na Sycylię
- Arystoteles ze Stagiry – założył swoją szkołę – Perypat
- Eudemos z Cypru – wielki przyjaciel i współpracownik Arystotelesa
- Hermodoros z Syrakuz – matematyk i biograf Platona
- Filip z Opuntu – znany z tego że opublikował Prawa Platona
- Hestiajos z Perintu – znany z tego że opublikował wykłady Platona O Dobru
- Speuzyp z Aten – siostrzeniec i następca Platona, kierował Akademią w latach 347–339/338 p.n.e.
- Ksenokrates z Chalcedonu (IV w. p.n.e.) – trzeci scholarcha Akademii
- Pamfilos z Samos – jego wykładów słuchał Epikur
- Polemon z Aten – czwarty scholarcha Akademii w latach 314/313 do 270/269 p.n.e., uczeń Ksenokratesa
- Krates z Aten – piąty scholarcha Akademii
- Krantor z Soloj

Początki recepcji platonizmu są dziejami założonej przez Platona Akademii. Już wśród bezpośrednich jego następców toczono spory o właściwe rozumienie jego nauki. Pierwszymi, którzy wypowiadali się na ten temat, byli Speuzyp i Ksenokrates. Filozofia Platona została następnie rozwinięta przez jego ucznia, Arystotelesa, „heretyckiego platonika”, który skrytykował teorię idei swego nauczyciela, twierdząc, iż „idee są obecne w poszczególnych egzemplarzach”, uznając „aktywne samourzeczywistnianie, czyli rzeczywistą kauzalność owych egzemplarzy”. Arystoteles jednak błędnie przypisuje Platonowi pogląd, jakoby „idee były doskonałymi, zaświatowymi bytami, nie mającymi nic wspólnego z ich egzemplarzami”.
Po śmierci Platona głową Akademii – scholarchą – został jego siostrzeniec Speuzyp, który pełnił tę rolę do śmierci w 339 r. p.n.e. Po Speuzypie scholarchą był Ksenokrates – do śmierci w 314 r. p.n.e. Działalność Speuzypa i Ksenokratesa, wyrażająca się przede wszystkim w dążeniach do systematyzacji myśli Platona, zdeterminowała ogólny paradygmat platonizmu aż do czasów Plotyna, a więc do III w. n.e. Pisma Speuzypa i Ksenokratesa nie zachowały się, a ich nauczanie jest znane jedynie dzięki przekazom pośrednim.
Zarówno Speuzyp, jak i Ksenokrates przyjmowali doktrynę dwóch przeciwnych pryncypiów – Jednego oraz Nieskończonej Dyady. Speuzyp uważał owe pryncypia za nierównorzędne. Jedno uważał za bezwzględnie transcendentne, Dyadę natomiast za źródło indywiduacji i zróżnicowania. Źródłem tego poglądu była specyficzna interpretacja teorii idei. Wedle Speuzypa to, co jest źródłem danej przejawiającej się w świecie jakości samo nie może jej posiadać w ten sam sposób – dlatego np. idea dobra nie może być w prostym sensie dobra. Pogląd ten był przedmiotem krytyki Arystotelesa, której świadectwem są fragmenty XII ks. Metafizyki. Dokładny przebieg dyskusji między Arystotelesem a Speuzypem nie jest jednak znany ze względu na niedobór źródeł. Wiadomo z pewnością, że Speuzyp – w związku z taką, a nie inną interpretacją teorii idei – nie utożsamiał Jednego z Dobrem i odmawiał mu wszelkiego charakteru etycznego. W związku z jego radykalnie transcendentnym charakterem nie uznawał także tożsamości Jednego i Rozumu, w czym różnił się od niemal całej późniejszej tradycji filozoficznej, która przyjęła arystotelesowskie utożsamienie Jednego z Rozumem ujętym jako samomyśląca się myśl (noesis noeseos).
Speuzyp istotnie przyczynił się także do rozwoju logiki, m.in. kładąc fundamenty pod stworzoną przez Arystotelesa teorię kategorii. Speuzyp korzystał przede wszystkim z metody diairetycznej, w ramach której wypracował bardzo ścisły i wymagający model definicji – taki, który twierdzi, że wiedzieć, czym dana rzecz jest, oznacza znać wszystkie różnice odróżniające ją od tego, co nie jest z nią tożsame. Miał postulować totalny program diairetycznego opisu wszechrzeczy. Do naszych czasów zachowały się przede wszystkim świadectwa dotyczące jego prób kategoryzacji i opisu ryb.
Ksenokrates, który wywarł znacznie silniejszy wpływ niż Speuzyp, wypracował odmienną teorię dwóch pryncypiów. Monadę – odpowiadającą speuzypiańskiemu Jednemu – uważał za tożsamą z Rozumem w sposób bliski Arystotelesowi, Dyadę zaś za źródło wielości i bezmierności (apeiria). Monada i Dyada posiadają wedle Ksenokratesa charakter etyczny – pierwsza jest dobra, druga zła i nieuporządkowana. Ksenokrates podjął także próbę wywiedzenia całości uniwersum z dwóch kosmicznych pryncypiów – Monada i Dyada miały być wedle niego źródłem liczby, od której pochodzą punkt, linia, powierzchnia i bryła.
Numerocentryzm Ksenokratesa antycypował już Speuzyp, którego Arystoteles oskarżał wręcz o odrzucanie idei na rzecz liczb. O Ksenokratesie wiadomo, że uważał Duszę za „samoporuszającą się liczbę”, a także – podobnie jak Speuzyp – przypisywał jej nieśmiertelność i niematerialność, choć miała ona pozostawać w jakiś sposób powiązana ze światem zmysłowym. Obaj sprzeciwiali się także dosłownej interpretacji mitu o demiurgu z Timajosa, żywiąc przekonanie, że świat jest niestworzony i odwieczny, a postać demiurga została wprowadzona przez Platona wyłącznie celem ułatwienia zrozumienia problemów kosmologii. Interpretacja Speuzypa i Ksenokratesa została przyjęta przez niemal całą późniejszą tradycję; jedynymi wyjątkami są Plutarch z Cheronei i Attyk.
Ksenokrates znany był z ogólnej tendencji do formułowania trójpodziałów. Uważa się go za twórcę popularnego trójpodziału filozofii na fizykę, etykę i logikę – choć podobnego rozróżnienia można się także doszukać w Topikach Arystotelesa. Ponadto Ksenokrates proponuje trójpodział świata fizycznego – wyróżniając trzy stany skupienia bądź gęstości materii – oraz kosmosu, twierdząc, że każdemu z tych stanów odpowiadają trzy sfery: (1) Ziemia, (2) księżyc i powietrze, (3) Słońce. Każdemu z trzech stanów skupienia oraz trzech sfer kosmosu odpowiadają trzy rodzaje poznania: mniemanie (doksa), postrzeżenie zmysłowe (aisthesis) i wiedza (episteme). Podział ów umożliwił Ksenokratesowi próby rozwoju systematycznej demonologii, która swój szczyt osiągnęła dopiero pięć wieków później, w pismach Plutarcha z Cheronei.
Ksenokrates rozwinął także metodę alegoryczną, praktykował bowiem alegoryczną interpretację bóstw olimpijskich jako sił natury. Podobnie jak Speuzyp, wykazywał głębokie zainteresowanie Pitagorasem i pitagoreizmem, co objawiało się w próbach rekonstrukcji domniemanej pierwotnej filozofii Pitagorasa. Wątki pitagorejskie były prawdopodobnie szczególnie mocno obecne u Speuzypa, któremu przypisowano identyfikację omawianego w Timajosie Pierwowzoru z pitagorejską Dziesiątką. W późniejszych wiekach koncepcje te oddziałały na filozofię neopitagorejską.
Po Ksenokratesie scholarchą był Polemon (314–269 r. p.n.e.), znany przede wszystkim ze swojego nauczania etycznego, podkreślającego zasadę spójności życia. Jego uczniem był założyciel szkoły stoickiej, Zenon z Kition. Akademickie źródła stoicyzmu były w późniejszych wiekach inspiracją dla platoników wykazujących tendencje synkretyczne, np. Antiocha z Askalonu. Ostatnim scholarchą Starej Akademii był Krates (269–266 r. p.n.e.). Innymi ważnymi filozofami związanymi ze Starą Akademią byli Arystoteles, Heraklides, Eudoksos z Knidos, Filip z Opuntu i Krantor. Arkezilaos (266–241 r. p.n.e), który objął scholarchat po Kratesie, zapoczątkował okres Średniej Akademii, cechujący się przede wszystkim sceptycyzmem akademickim, pokrewnym pirronizmowi. Ostatnim scholarchą, którego władza była jednogłośnie akceptowana, był Filon z Laryssy (110–84 r. p.n.e.) – już w okresie Nowej Akademii. W 86 r. p.n.e., podczas pierwszej wojny Rzymu z Mitrydatesem, Ateny zostały zdobyte przez żołnierzy Lucjusza Korneliusza Sulli, zaś gaj Akademosa zniszczony i splądrowany po trzech stuleciach działalności ateńskiej Akademii.

### Medioplatonizm
- Derkylides (II poł. I w. p.n.e.)
- Eudoros z Aleksandrii (II poł. I w. p.n.e.)
- Trazyllos (I poł. I w. n.e.) – podzielił dialogi Platona na tetralogie
- Onasandros (I w. n.e.)
  - Strategikos
- Plutarch z Cheronei (I-II w. n.e.)
  - Żywoty równoległe
  - Moralia
- Ammonios z Egiptu (I-II w. n.e.) – nauczyciel Plutarcha
- Kalvisios Tauros (I-II w. n.e.)
- Gaios (II w. n.e.)
- Celsus (II w. n.e.)
  - Słowo prawdy (Alethes logos)
- Herodes Attikos (żył między 101 a 177 r. n.e.)
- Teon ze Smyrny (II w. n.e.) – medioplatonik pitagoryzujący
  - Przygotowanie matematyczne do lektury Platona
- Albinos ze Smyrny (II w. n.e.)
  - Prolog
  - Didaskalikos
- Apulejusz z Madaury (ur. 125 n.e.)
  - De Platone et eius dogmate (O Platonie i jego nauce) (o metafizyce i etyce)
  - De dea Socratis (O bóstwie opiekuńczym Sokratesa) (o demonologii)
  - De mundo (O wszechświecie)
- Nigrinos (II w. n.e.)
- Nikostratos Claudius (II w. n.e.)
- Attikos (II w. n.e.)
  - Przeciw tym, którzy obiecują interpretować Platona za pomocą Arystotelesa (frag.)
- Harpokration z Argos (II w. n.e.) – uczeń Attikosa
- Maksymos z Tyru (II w. n.e.)
  - Mowy
- Sewerus (II w. n.e.)
- Hieraks (II w. n.e.)
  - O sprawiedliwości (zach. fragmenty)
- Iunkos
- Lucius (Lucjusz) (II w. n.e.)
- Nigrinos (II w. n.e.)

Rozwój tendencji określanych jako medioplatonizm zapoczątkował Antioch z Askalonu, działający w latach 80. i 70. I w. p.n.e. uczeń Filona z Laryssy. Choć sam nie był wybitnym filozofem, doprowadził do zmiany kierunku rozwoju platonizmu, przede wszystkim do odwrotu od sceptycyzmu na rzecz dogmatyzmu i eklektyzmu. Antioch dążył do wykazania zasadniczej zbieżności między Akademią, Stoą i Perypatem. Jego uczniem był Cyceron, jeden z twórców łacińskiej pojęciowości filozoficznej, np. terminu materia. Cyceron był autorem pierwszych parafraz pism Platona w języku obcym – całości Timajosa oraz mitu Era z Państwa, który przekształcił w wieńczące dzieło O rzeczypospolitej (De re publica) opowiadanie o śnie Scypiona (Somnium Scipionis). Istotny wpływ na rozwój medioplatonizmu miał także stoik Posejdonios z Apamei (135–51 r. p.n.e.).

Właściwy paradygmat myśli medioplatońskiej został zdefiniowany przez Eudorosa z Aleksandrii (I w. p.n.e.). Eudoros postulował zmianę tradycyjnej hierarchii trzech części filozofii, umieszczając etykę ponad fizyką. Najważniejszy z zachowanych fragmentów dzieł Eudorosa to przypisywane mu, przekazane przez Stobajosa, paradygmatyczne dla medioplatonizmu określenie celu filozofii jako upodobnienia się do boga (homoiosis theou), o którym Platon pisze w Teajtecie 176b–c: 
Zdaniem Sokratesa i Platona, celem jest podobieństwo do boga – dokładnie tak, jak u Pitagorasa. Platon określił rzecz jaśniej, dodając „w miarę możności”. W istocie. jest to możliwe jedynie dzięki mądrej rozwadze, a więc dzięki życiu zgodnie z cnotą. Do Boga należy bowiem tworzenie kosmosu i piastowanie go. Do mędrca zaś – prawidłowe ułożenie żywota i zarządzanie siłami witalnymi.
Nakreślony w horyzoncie transcendencji paradygmat upodobnienia się do boga homoiosis theoi należy rozumieć jako przeciwstawny stoickiej immanentystycznej oikeiosis, sztuce zamieszkiwania świata fizycznego i zharmonizowana własnego istnienia z warunkującą je naturą.
Eudoros wprowadził także do platonizmu rozmaite wątki neopitagorejskie, co wiąże się przede wszystkim z oddziaływaniem dwóch traktatów – O naturze duszy i świata, przypisywanym Timajosowi z Lokroi (atrybucja powszechnie uznawana za fałszywą) oraz O naturze wszechrzeczy, przypyswanym Ocellusowi Lukanusowi. Eudoros kontynuował rozwój akademickiej teorii pierwszych zasad wszechrzeczy oraz dążność do odtworzenia pierwotnego pitagoreizmu; ocena jego rzeczywistego wkładu jest jednak, podobnie jak w przypadku Antiocha, utrudniona charakterystyczną dla ich epoki tendencją do przedstawiania własnych osiągnięć jako części dawnej tradycji.
Medioplatonizm rozwinął także Filon z Aleksandrii (ok. 20 r. p.n.e. – ok. 50 r. n.e.), filozof żydowski, twórca filozoficznych fundamentów teologii żydowskiej i chrześcijańskiej. Filon pozostawał pod wpływem niemal wszystkich współczesnych mu prądów intelektualnych, z których prawdopodobnie najistotniejszymi były platonizm, stoicyzm i tradycja żydowska. Niewątpliwy jest ogromny wpływ Timajosa na traktat O stworzeniu świata, w którym Filon wykorzystuje wiele współczesnych mu koncepcji medioplatońskich, szczególnie teorię pierwszych zasad oraz – obcą samemu Platonowi – identyfikację idei z myślami stwórcy. Co istotne, u Filona pojęcie kosmosu nie służy do opisu swoistej syntezy tego, co idealne i tego, co zmysłowe, ale zostaje rozciągnięte na wszystkie dziedziny uniwersum – dlatego u Aleksandryjczyka po raz pierwszy znajdujemy pojęcia „kosmos umysłowy” (kosmos noetos) czy „kosmos zmysłowy” (kosmos aisthetos), których brak w kosmologii Platona, opisującej jeden, a nie wiele światów.
Najbardziej znanym reprezentantem medioplatonizmu był Plutarch z Cheronei (ok. 46 – ok. 120 r. n.e.). O wyjątkowym znaczeniu Plutarcha w historii platonizmu stanowi przede wszystkim jego dzieło literackie, szczególnie Żywoty i Moralia, oba niezwykle poczytne w późniejszych wiekach, szczególnie w renesansie. Podstawowe źródło rekonstrukcji poglądów filozoficznych Plutarcha stanowią Moralia – zbiór dialogów filozoficznych adresowanych w dużej mierze do współczesnej autorowi elity imperialnej – oraz jego pisma egzegetyczne i religioznawcze, w których dokonuje on interpretacji fragmentów dialogów Platona bądź kultu Izydy i Ozyrysa. Pomimo bardzo wysokiej poczytności dzieł Plutarcha na przestrzeni wieków – wynikającej głównie z ich wysokiej wartości literackiej – nie zachowały się jego ściśle teoretyczne traktaty filozoficzne takie jak Gdzie są idee?, Sposób w jaki materia uczestniczy w ideach i O materii.
W dziedzine etyki Plutarch podąża za wyznaczonym przez Eudorosa paradygmatem upodobnienia do boga, który prawdopodobnie radykalizuje oraz naturalizuje – w dialogu O odwlekaniu kary przez bogów Cheronejczyk mówi bowiem o upodobnieniu nie „w miarę możności”, ale „w jakiś sposób”. Proces upodobnienia zostaje wpisany w porządek kosmiczny – dokonuje się ono poprzez rozwój przyrodzonych człowiekowi władz poznawczych i spontaniczne rozpoznawanie przezeń piękna i dobra stworzenia.
Najbardziej charakterystycznym elementem dorobku filozoficznego Plutarcha jest jednak determinująca całość etyki kosmologia. W dwóch kwestiach Cheronejczyk bardzo wyraźnie różni się od reszty tradycji – pierwszą jest literalna interpretacja mitu o demiurgu z Timajosa i odrzucenie utrzymującego się od Speuzypa i Ksenokratesa przekonania od odwiecznym i niestworzonym charakterze kosmosu. Plutarch krytykuje także charakterystyczną dla Starej Akademii numerocentryczną psychologię, podkreślając, że w dialogach Platona brak dowodów na pogląd, że Platon utożsamiał duszę z liczbą, a jedynie na to, że została ona uporządkowana „przy pomocy liczby, proporcji i harmonii”. Drugim jest relatywny dualizm psychologiczny, tzn. przekonanie o istnieniu dwóch dusz kosmicznych lub dwóch aspektów tej samej Duszy, którymi są 1) stanowiąca zasadę Zła pierwotna nieuporządkowana zmysłowa Pradusza oraz 2) dobra, stworzona przez demiurga Dusza rozumna, pokrewna bogu. Proces stworzenia kosmosu – przemiany Duszy – odpowiada więc etycznemu procesowi upodobnienia jednostki do boga. Głównymi źródłami takiej interpretacji poza, rzecz jasna, opisem stworzenia Duszy z Timajosa, są fragment z Teajteta, w którym Sokrates mówi, że „dwa pierwowzory w łonie bytu rzeczywistego stoją” oraz X ks. Praw.
Medioplatonizm stanowi epokę pośrednią między czasami Akademii a neoplatonizmem – dwoma okresami cechującymi się wyraźną linią rozwoju i dziedziczenia autorytetu. Jego specyfiką, szczególnie w epoce Cesarstwa, jest dalece posunięty eklektyzm oraz otwarcie na rozmaite wpływy niegreckie – semickie, egipskie i perskie. Na tym tle dokonuje się intensywna recepcja platonizmu w literaturze łacińskiej – dzięki działalności Cycerona, Apulejusza z Madaury czy Chalcydiusza, autora słynnego przekładu Timajosa 17a–53c wraz z komentarzem, który w dobie średniowiecza stał się najpoczytniejszym tekstem platońskim w zachodniej Europie i wywarł ogromny wpływ na łacińskojęzyczną filozofię średniowieczną. Na gruncie myśli medioplatońskiej wyłania się także hermetyzm oraz rozmaite prądy gnostyckie, szczególnie walentynianizm. Ściśle powiązani z medioplatonizmem neopitagorejczycy – Moderat z Gades, Nikomach z Gerasy i Numenios z Apamei – wypracowywują kluczowe dla późniejszego neoplatonizmu koncepcje takie jak system hipostaz czy emanacja, które następnie w III w. n.e. Ammonios Sakkas, twórca szkoły w Aleksandrii, przekazuje swym uczniom, w tym Plotynowi.

### Neoplatonizm

#### Szkoła w Aleksandrii
Szkoła rozwijała się w I poł. III w. n.e..
- Ammonios Sakkas (II-III w. n.e.) – założyciel szkoły
- Kasjusz Longinus
- Herenniusz
- Orygenes Poganin
- Orygenes Chrześcijanin
- Plotyn z Lykopolis – założył własną szkołę w Rzymie

#### Szkoła w Rzymie
Szkoła rozwijała się w II poł. III w. n.e.
- Plotyn z Lykopolis (ur. 205, zm. 270 n.e.) – założyciel szkoły
  - Enneady
- Ameliusz Gentilianus z Etrurii – najwierniejszy naśladowca Plotyna
- Porfiriusz z Tyru (ur. 233/234 r., zm. 305 r. n.e.)
  - Żywot Pitagorasa
  - O życiu Plotyna
  - Grota nimf
  - Isagoga
  - Komentarz do Kategorii Arystotelesa w pytaniach i odpowiedziach
  - Sentencje o inteligibiliach
  - O ożywieniu embrionu
  - O powstrzymywaniu się od spożywania zwierząt
  - List do Marcelli
  - Komentarz do hermonika Ptolemeusza
  - Wprowadzenie do Apotelesmatike Ptolemeusza
- Gedalios – uczeń Porfiliusza
- Chrysaor – uczeń Porfiliusza
- Jamblich z Chalkis – uczeń Porfiliusza, założył własną szkołę w Syrii

#### Szkoła syryjska
Szkoła rozwijała się na początku IV w. n.e.
- Jamblich z Chalkis (ur. 250/280 r. n.e.) – założyciel szkoły
  - Zbiór nauk pitagorejskich
  - Misteria egipskie
- Sopatros z Apamei – najważniejszy uczeń Jamblicha
- Teodoros z Assiny
- Deksippos (I poł. IV w. n.e.)
  - Aporie i rozwiązania dotyczące Arystetelowskich Kategorii (zach. fragm.)
- Aidesios z Kapadocji – uczeń Jamblicha, założyciel szkoły w Pergamonie

#### Szkoła pergamońska
Szkoła rozwijała się w latach 325–363 n.e.
- Aidesios z Kapadocji – założyciel szkoły
- Maksymos z Efezu – nauczyciel cesarza Juliana
- Chrysanthios z Sardes – nauczyciel cesarza Juliana
- Priskos z Epiru
- Euzebiusz z Myndos
- Julian Apostata (ur. 332 n.e.) – cesarz rzymski, próbował stworzyć religię uniwersalną, popierał kulty pogańskie, zwalczał chrześcijaństwo
  - Listy
  - Mowy
  - Biesiada, czyli święto Kronosa (dzieło satyryczne)
  - Nieprzyjaciel brody (dzieło satyryczne)
  - Przeciw Galilejczykom (zach. fragm.)
- Salustios
  - O bogach i świecie
- Eunapios z Sardes – uczeń Chrysanthosa, historyk szkoły
  - Vitae
- Libanios z Antiochii (IV w. n.e.)
  - Mowy
- Himerios z Prusy
- Eustatios z Kapadocji – kierował szkołą w Kapadocji
- Sozypatra z Kapadocji – żona Eustatiosa
- Antoninos z Kapadocji – syn Sozypatry i Eustatiosa, założył swoją szkołę w delcie Nilu, koło Kanobos

#### Szkoła ateńska
Szkoła rozwijała się od IV do 529 r. n.e.
- Plutarch z Aten (IV-V w. n.e.) – syn Nestoriusza, założyciel szkoły
- Syrianos z Aleksandrii (V w. n.e.) – współtworzył z Plutarchem szkołę i objął po nim kierownictwo ok. 431/432 r. n.e.
  - Komentarz do Metafizyki Arystotelesa
  - Komentarz do Hermogenesa
  - Komentarz do Organonu (zach. fragm.)
- Domninos z Larisy – objął kierownictwo szkoły po Syrianosie
  - Podręcznik wprowadzający do arytmetyki
  - Jak można wyprowadzić wywód z wywodu
- Proklos z Konstantynopola (ur. 412, zm. 485 n.e.) – uczeń Plutarcha i Syrianosa, objął kierownictwo szkoły po Domninosie i kierował nią do 485 r. n.e.
  - Hymny
  - Elementy teologii
  - Elementy fizyki
  - Teologia Platońska (w 6 księgach)
  - Komentarz do Timajosa Platona
  - Komentarz do Rzeczypospolitej Platona
  - Komentarz do Parmenidesa Platona
  - Komentarz do Alkibiadesa I Platona
  - Komentarz do Kratylosa Platona
  - Dziesięć pytań dotyczących opatrzności
  - O opatrzności, fatum i wolności
  - Zarys teorii astronomicznych
  - Parafraza czterech ksiąg Ptolemeusza
  - O zaćmieniach
  - O realności rzeczy złych
- Marinos z Neapolis w Samarii – kierował szkołą po Proklosie
  - Żywot Proklosa
  - Komentarz do Danych Euklidesa
- Hegias – uczeń Proklosa, scholarcha
- Zenodot – uczeń Proklosa, przejął kierownictwo szkołą po Hegiasie
- Agapiusz – uczeń Proklosa i Marinosa
- Izydor z Aleksandrii – uczeń Marinosa, scholarcha szkoły ok. 490 r. n.e.
- Damaskios z Damaszku (ur. 470, zm. 544 n.e.) – kierował szkołą do 529 r. n.e., wyemigrował do Persji
  - Problemy i rozwiązania dotyczące pierwszych zasad
  - Żywot Izydora (zach. fragm.)
  - Komentarz do Parmenidesa
- Eulamios Frygijczyk – należał do grupy filozofów, którzy przenieśli się do Persji
- Hermejas Fenicjanin – przeniósł się do Persji
- Diogenes Fenicjanin – przeniósł się do Persji
- Izydor z Gazy – przeniósł się do Persji
- Pryscjan z Lidii – przeniósł się do Persji
  - Parafraza Teofrasta
  - Rozwiązanie pytań króla perskiego Chosroesa
- Symplicjusz z Cylicji (VI w. n.e.) – przeniósł się do Persji
  - Komentarz do Kategorii Arystotelesa
  - Komentarz do Fizyki Arystotelesa
  - Komentarz do traktatu Arystotelesa O Duszy
  - Komentarz do Podręcznika Epikteta

#### Druga szkoła aleksandryjska
Szkoła rozwijała się w IV-VII w. n.e. Zauważalne są w niej wpływy chrześcijańskie.
- Hypatia córka Teona – założycielka szkoły, w 415 r. zabita przez chrześcijan
- Synezjusz – uczeń Hypatii, biskup chrześcijański zm. ok. 413 r. n.e.
  - O władzy królewskiej
  - O opatrzności
  - O darze
  - O snach
  - Pochwała łysiny
  - Dion
  - Dwie Mowy
  - Dwie Homilie
  - Hymny
  - Listy
- Hierokles z Aleksandrii (V w. n.e.)
  - Komentarz do świętego poematu
- Teosebios – uczeń Hieroklesa
- Eneasz z Gazy
  - Teofrast albo o nieśmiertelności duszy i zmartwychwstaniu ciał
  - Listy
- Aleksander z Likopolis (IV w. n.e.)
- Hermiasz z Aleksandrii
- Amoniusz syn Hermiasza
- Asklepios z Tralles
  - Komentarz do Metafizyki Arystotelesa
  - Komentarz do Wprowadzenia do arytmetyki Nikomachosa
- Olimpiodor Młodszy (VI w. n.e.)
  - Komentarz do Fedona
  - Komentarz do Alkibiadesa większego
  - Komentarz do Gorgiasza
  - Prolegomena do Kategorii Arystotelesa
  - Komentarz do Kategorii Arystotelesa
  - Komentarz do Meteorologów Arystotelesa
- Eliasz (II poł. VI w. n.e.) – uczeń Olimpiodora
  - Komentarz do Isagogi Porfiliusza
  - Komentarz do Kategorii Arystotelesa
  - Prolegomena do logiki
  - Fragmenty
- Dawid Armeńczyk – uczeń Olimpiodora
  - Prolegomena philosophiae
  - In Porphyrii Isagogen
- Asklepiadotos z Aleksandrii (V w. n.e.)
- Nemezjusz z Emesy (IV w. n.e.)
  - O naturze ludzkiej
- Jan Filopon (VI w. n.e.)
  - O wieczności świata przeciw Proklosowi (napisane w. 529 r. n.e.)
  - O stworzeniu świata
- Jan Lydos (VI w. n.e.) – chrześcijanin
- Stefan z Aleksandrii (VI-VII w. n.e.)
  - Komentarz do Hermeneutyki Arystotelesa
  - Komentarz do Retoryki Arystotelesa

#### Neoplatonicy łacińskiego zachodu
Nurt ten rozwijał się w IV-V w. n.e.
- Kornelius Labeon (III w. n.e.)
- Chalcydiusz (IV w. n.e.)
- Mariusz Wiktoryn (IV w. n.e.)
- Vettius Agorius Praetextatus (zm. 384 n.e.)
- Makrobiusz (IV/V w. n.e.)
  - Komentarz do snu Scypiona
  - Saturnalia
- Fawoniusz Eulogius – uczeń Augustyna
- Martianus Capella (IV/V w. n.e.)
  - De nuptiis philologiae et Mercurii – dzieło w 10 księgach, które wywarło ogromny wpływ na średniowiecze
- Boecjusz (V/VI w. n.e.)
  - O pocieszeniu jakie daje filozofia
  - Traktaty teologiczne

Kolejnym krokiem w rozwoju platonizmu była neoplatońska systematyzacja dokonana w III w. n.e. przez Ammoniusza Sakkasa i jego ucznia Plotyna, autora Ennead, którzy „wypracowali platonizm – w przeciwieństwie do sokratyzmu – jako system, nie odstępując ani o włos od jego istotnych fundamentów”. Oddzielili oni pozytywną treść platonizmu od literackich elementów oraz techniki prezentacji związanej z figurą Sokratesa. Zakładali oni wspólnotę poglądów (homodoxia) między Platonem a Arystotelesem i używali pojęć arystotelesowskich takich, jak możność, akt, materia i substancja do interpretacji Platona. Jądrem zrekonstruowanego przez nich systemu jest doktryna trzech emanujących z siebie hipostaz: (1) pierwszej zasady, zwanej też jednym lub dobrem, która jest niepoznawalna i niewymowna; (2) wiecznego umysłu (nous), w którym usytuowane są idee i który jednoczy je w całość; (3) duszy świata, która działa w czasie, pośrednicząc między ideami jako doskonałymi wzorcami a zmiennym światem zjawisk. Sam Plotyn twierdzi w Enneadzie V, 8, iż doktryna ta nie jest wynalazkiem Platona, lecz przekazuje on jedynie naukę dawnych mędrców. Żyjący w V w. n.e. scholarcha Akademii Syrian napisał komentarz do ostatnich dwóch ksiąg Metafizyki Arystotelesa, powołując się na niepisaną naukę Platona. Działający również w V w. n.e. Proklos był autorem syntezy platonizmu pt. Teologia Platońska, jak również komentarzy do Timajosa, Państwa, Kratylosa i Parmenidesa.

### Patrystyka
Po recepcji pogańskiej platonizm został włączony do dyskursu prowadzonego na gruncie trzech wielkich religii monoteistycznych: żydowskiej, chrześcijańskiej i muzłumańskiej, stanowiąc przede wszystkim teoretyczną podstawę dla objawienia. Chrześcijańscy teologowie tacy jak Klemens z Aleksandrii i Orygenes skorzystali z neoplatońskiej syntezy, aby ugruntować teologię chrześcijańską. Klemens nazywał drugą hipostazę logosem, zawierającym w sobie wszystkie idee. Orygenes określał pierwszą hipostazę Ojcem, czyli Dobrem Samym (autoagathon). Grzegorz z Nyssy „zastosował tylko chrześcijańskie nazwy do pojęć platońskich i nazwał to teologią chrześcijańską”. Żyjący w IV w. teolog Augustyn utożsamiał absolut z prawdą, dobrem i jednością, uznając jego transcendencję w stosunku do wszelkich możliwych określeń, wszechobecność i jednoczesną nieobecność, niezmienność i bycie źródłem wszelkiej zmiany, kontynuując dialektykę Parmenidesa Platona.

## Średniowiecze i wczesna nowożytność
Filozofom średniowiecza Platon był znany początkowo jedynie z fragmentów Timajosa. Od XII w. lokalnie znane były również fragmenty Fedona i Menona. Znane były niektóre dzieła neoplatońskie takie jak przypisywane Apulejuszowi z Madaury O Platonie i jego nauce, komentarz do O interpretacji Arystotelesa czy dialog Asklepios, czy kompilacja komentarzy do Platońskiego Timajosa autorstwa Chalcydiusza. Idee neoplatońskie były zawarte również w licznych dziełach patrystycznych. W ten też sposób wywierały znaczący wpływ na całą epokę.

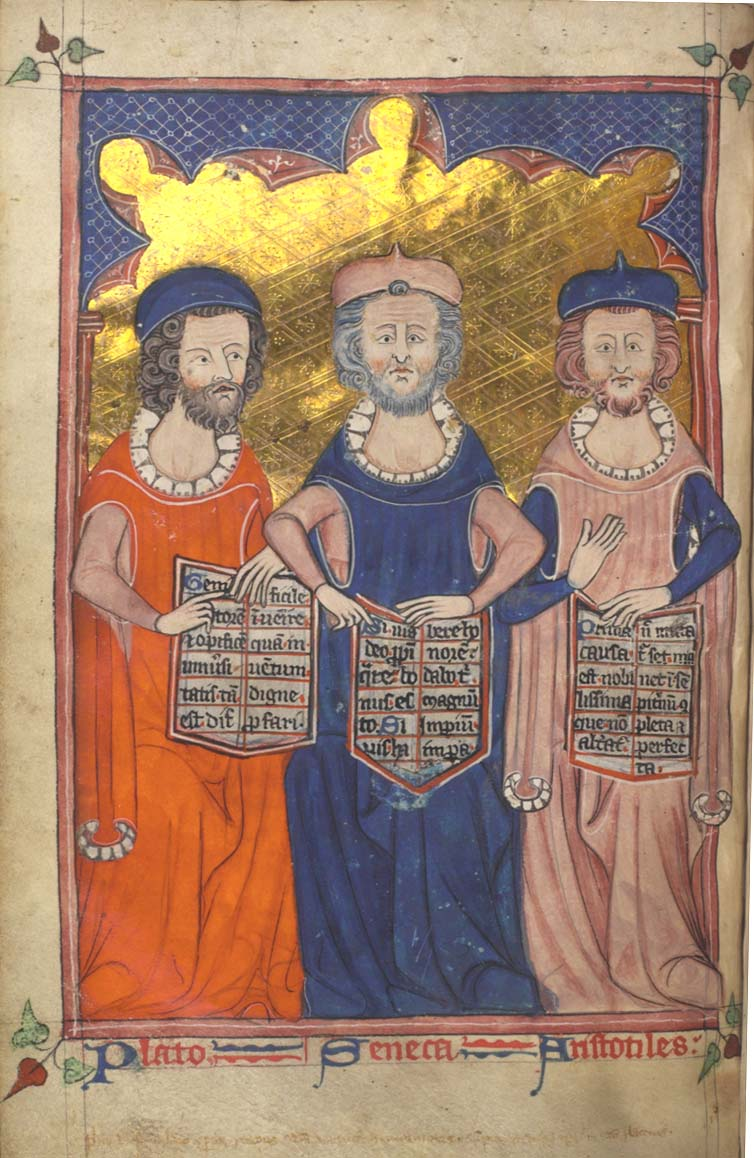
Platon, Seneka i Arystoteles. Ilustracja ze średniowiecznego manuskryptu (ok. 1325–1335 r.)

Wielką rolę w religijnej recepcji platonizmu odegrał anonimowy mnich podający się za Dionizego Areopagitę, ucznia Pawła z Tarsu. Pseudo-Dionizy Areopagita napisał traktat o teologii mistycznej, stanowiący próbę uzgodnienia doktryny Platona (w szczególności Parmenidesa) z Ewangelią. Pośród teologów chrześcijańskich ten nurt platoński kontynuował m.in. Eriugena. Uznawał on najwyższą jedność za niepojętą do tego stopnia, że utożsamiał ją z nicością. Platońską inspirację posiada także definicja Boga podana przez Anzelma, który w Proslogionie stwierdził, iż „dobro, ponad które nie ma nic lepszego, nie może być pojęte”. Tomasz z Akwinu jest uznawany raczej za arystotelika niż platonika, jednak był on – również jako arystotelik – do głębi przesiąknięty myśleniem w kategoriach platońskich. Był on „monistycznym platonikiem”, u którego trzy hipostazy zbiegają się w jednej, uznającym dobro za istotę absolutu, polegającą na tożsamości jego istoty i istnienia, co wyklucza jakiekolwiek zło i rozpad, a także jest warunkiem jego jedności. Następnie w XV w. pod wpływem platonizmu tworzył Mikołaj z Kuzy.
Do odnowy platonizmu doszło potem w:
- renesansowych Włoszech, dzięki takim filozofom jak Marsilio Ficino (który jako pierwszy przełożył na łacinę pozyskane przez Kosmę Medyceusza dzieła zebrane Platona i wydał je drukiem w 1484 roku, a także przewodniczył założonej we Florencji Akademii Platońskiej[95]), Pico della Mirandola, Giordano Bruno i Tommaso Campanella,
- Anglii XVII w., w filozofii tzw. platoników z Cambridge: Ralpha Cudwortha i Henry’ego More’a[96].

## Filozofia arabska

### Źródła recepcji
Platon (ar. Aflatun) był określany przez arabskich filozofów jako „boski”, nazywano go również „imamem filozofów”. Jego dzieła były jednak znane czytelnikom arabskim jedynie za pośrednictwem neoplatońskich opracowań. Jedynymi dialogami Platona przełożonymi na arabski w całości były Prawa, Sofista, Timajos i Państwo. Poza nimi przetłumaczono jedynie fragmenty Fajdrosa, Fedona i Uczty. Wpływy platonizmu na filozofię i myśl arabską zaznaczyły się przede wszystkim w obszarze teologii, teorii państwa oraz metod samodoskonalenia.
Do czynników, które umożliwiły i ułatwiły rozpowszechnienie się filozofii platońskiej wśród Arabów zalicza się przede wszystkim dociekania teologiczne związane z interpretacją Koranu oraz tłumaczenia dzieł greckich z zakresu filozofii, matematyki, medycyny oraz innych nauk. Koran, święta księga islamu, stanowiła inspirację dla rozważań nad naturą Boga, przysługującymi mu cechami oraz jego stosunkiem do człowieka. Z tego względu, jak podkreśla Katarzyna Pachniak:
„(…) koraniczne widzenie świata, pod wieloma względami odwołujące się do judaizmu i chrześcijaństwa, oraz hermeneutyka Koranu nadały kształt filozofii islamu i sprawiły, że teologię od filozofii oddziela często bardzo cienka linia”.

Drugim z czynników, który umożliwił rozpowszechnienie się filozofii platońskiej wśród Arabów były tłumaczenia dzieł greckich (niektórych najpierw na język syriacki, zaś następnie na arabski). Po zamknięciu Akademii Platońskiej w Atenach w 529 według legendy jej scholarchowie i uczeni udali się na Wschód, znajdując schronienie najpierw w Iranie oraz na terenie późniejszej Syrii, gdzie dalej działali tworząc tzw. syriacką szkołę neoplatońską, do której przedstawicieli zalicza się m.in. Sergiusza z Reszainy. Wraz z przejęciem władzy w Kalifacie przez dynastię Abbasydów w połowie VIII w. uczeni syriaccy zostali zaproszeni do Bagdadu, gdzie zapewniono im dogodne warunki do prowadzenia działalności naukowej i translatoryjnej. W 832 w Bagdadzie został założony instytut zajmujący tłumaczeniami dzieł filozofów greckich na język arabski. Nosił on nazwę Dom Mądrości (ar. Bajt al-Hikma). W rezultacie przełożono m.in. prace Euklidesa, Archimedesa, Ptolemeusza, Arystotelesa, Aleksandra z Afrodyzji, Temistiusza, Porfiriusza, Ammoniosa Sakkasa, Hipokratesa, Galena, Platona oraz Plotyna.

### Przebieg recepcji
Podstawową cechą wyróżniającą filozofię arabską w średniowieczu było połączenie arystotelizmu i platonizmu w jego wersji neoplatońskiej. Stanowisko Arystotelesa i perypatetyków bywało zatem interpretowane i rozwijane w duchu neoplatońskim, a zwłaszcza przez pryzmat myśli Plotyna i jego koncepcji emanacyjnej. Jak podkreśla ten fakt Étienne Gilson:
„Arabowie nigdy nie czuli potrzeby dokonywania wyboru pomiędzy tymi dwoma filozofami. W gruncie rzeczy nigdy sobie nie wyobrażali, że chodzi tu o dwóch filozofów”,
co było efektem przypisywania aż do X w. dzieło Plotyna Arystotelesowi. Podobnie wypowiada się M.-M. Anawati O.P., zdaniem którego:
„Arabowie wierzyli, że była tylko jedna filozofia, której mistrzami byli Platon i Arystoteles”.

### Al-Kindi
Recepcja platonizmu w filozofii muzułmańskiej rozpoczęła się w IX w. wraz z Al-Kindim (ok. 800–870), przeżywając swój rozkwit w X i XI w., głównie za sprawą prac Al-Farabiego (ok. 870–950) oraz Awicenny (ok. 980–1037). Pod koniec XI w. pojawiła się silna reakcja na myśl rozwijaną przez Awicennę i jego uczniów. Jednym z głównych adwersarzy był związany z sufizmem reformator islamu sunnickiego, Abu Hamid Al-Gazali (1058–1111), autor słynnego Rozproszenia filozofów. Jego dzieło, jak również krytyka filozofii, było szeroko dyskutowane (i tak jest do dzisiaj). Jednym z głównych przeciwników intelektualnych interpretacji Al-Gazalego był dobrze znany łacińskim autorom Awerroes (1126–1198). Dzieło autorów muzułmańskich kontynuowali również (w języku arabskim) autorzy żydowscy i chrześcijańscy. Do najważniejszych zalicza się Izaaka Izraeli (ok. 830–930), Jahję Ibn Adi (893–974) czy Majmonidesa (1135–1204). Filozofię arabską, która rozwijała się pod wpływem inspiracji greckich określa się mianem falsafy.
Za twórcę falsafy uznaje się działającego w IX w. Al-Kindiego, nazywanego także „twórczym filozofem” (ar. fajlasuf) oraz „filozofem arabów”. Tłumaczył pisma greckie na język arabski. Najprawdopodobniej dzięki jego staraniom przetłumaczono w Bagdadzie:
- tzw. Teologię Arystotelesa, czyli przypisywany Arystotelesowi traktat neoplatoński opierający się na Enneadach Plotyna (głównie na ks. IV–VI)[121],
- opublikowany anonimowo traktat Księga czystego dobra, będący kompilacją fragmentów z Elementów teologii Proklosa oraz komentarzy nieustalonego autora[122][123],
- dzieła innych przedstawicieli późnego neoplatonizmu: Jana Filopona, Symplicjusza czy Olimpiodora[100].

Sam Al-Kindi był autorem streszczeń i parafraz dzieł Platona takich jak Obrona Sokratesa, Kriton, Fedon, Menon i Uczta, choć do dziś zachowały się jedynie krótkie fragmenty i sentencje Sokratesa. W swych pracach poruszał zagadnienia z niemalże wszystkich dziedzin ówczesnej nauki, m.in. z filozofii, matematyki, astronomii, medycyny, muzyki i polityki. Swoją refleksję filozoficzną Al-Kindi oparł na arystotelizmie i neoplatonizmie. Za swój cel obrał uporządkowanie i usystematyzowanie wiedzy starożytnych Greków. W swym najważniejszym traktacie O filozofii pierwszej Al-Kindi zajmuje się naturą jedni, którą utożsamia z Bogiem. Przyjmował, że do stworzenia świata doszło na drodze emanacji. Z Boga, w akcie stworzenia, wypływają (emanują) kolejno poszczególne byty. Za pierwszy byt uważał archanioła Gabriela. W ten sposób Al-Kindi chciał pogodzić wykorzystaną przez siebie neoplatońską koncepcję emanacji z Koranem. Al-Kindi podkreślał transcendencję Boga, wskazując, że nie można go ujmować w żadnych kategoriach, gdyż jest poza czasem, przestrzenią, nie posiada przyczyny, jest oddzielony od swego stworzenia, które całkowicie przerasta. W tym względzie nawiązywał do neoplatońskiego sposobu mówienia o jedni wyłącznie poprzez negację.

### Al-Farabi
Następcą Al-Kindiego był Al-Farabi, który w swej refleksji nawiązywał zarówno do arystotelizmu, jak i platonizmu, starając się pogodzić oba te systemy ze sobą. Poglądy filozoficzne Al-Farabiego są znane z dwóch zachowanych dzieł: Polityka oraz Państwo doskonałe. W kosmologii oparł się na neoplatońskiej koncepcji emanacji. Uważał, że Pierwszy Byt, czyli Bóg powołuje do istnienia pierwszą inteligencję, zaś z niej – również w drodze emanacji – powstaje kolejna, która również emanuje kolejną. Wszystkich inteligencji jest łącznie 10 i tworzą one poszczególne ciała niebieskie. Ostatnią, dziesiątą inteligencją, jest Księżyc. Al-Farabi rozwijał także platońską ideę sprawiedliwego państwa w ujęciu neoplatońskim, uznając doskonałe państwo za emanację prajedni. Uważał, że celem życia człowieka jest osiągnięcie szczęścia. Z tego względu, że nie wszyscy ludzie potrafią ten cel osiągnąć samodzielnie, niezbędne jest istnienie organizacji państwowej. Tym samym państwo nie stanowi celu samego w sobie, lecz powinno być tak zorganizowane, aby umożliwić jego obywatelom uzyskanie szczęścia. Osiągnięcie tego celu umożliwia odpowiednia hierarchia społeczna, na czele której powinien stać król-filozof.
„Jego najbardziej znane pisma są dziełami politycznymi, mówiącymi o ustrojach politycznych oraz osiąganiu szczęścia poprzez życie polityczne. Przedstawiają one problem uzgodnienia filozofii z islamem w nowej perspektywie: relacji pomiędzy najlepszym ustrojem – w szczególności takim, jak rozumiał go Platon – i boskim prawem Islamu”.
Napisał kompendium Praw Platona oraz traktaty pokazujące „prawdziwą jedność” filozofii Arystotelesa i Platona.

### Po Al-Farabim
Również kolejny z filozofów arabskich, Awicenna, łączył w swojej myśli arystotelizm z neoplatonizmem. Jego główne dzieło to Księga uzdrowienia, która w średniowieczu w Europie znana była jedynie we fragmentach zatytułowanych jako Sufficientiae. Przyjmował koncepcję emanacji, zgodnie z którą Bóg jako jedność mógł stworzyć wyłącznie jedność. W taki sposób doszło do powstania najwyższego intelektu, z którego wyemanowały inteligencje niższe, z nich zaś dopiero to, co materialne.
Nurt platoński w filozofii arabskiej był kontynuowany przez autorów związanych z ugrupowaniem szyickim znanym jako ismailizm. Isma’ilici skojarzyli koncepcję Jedna zawartą w Ennedach Plotyna z podstawowymi monoteistycznymi zasadami Koranu (jedności Boga, Proroka i prawdy). Na wzór Plotyna utworzyli też emanacyjną metafizykę: podstawową jednością jest Bóg, jego emanacją jest Jedność wtórna to rozum powszechny, z której wyłania się wielość rzeczy. Trzecia hipostaza Jedności to dusza świata, wywodząca z siebie dusze ludzkie i wszechświat, jako umysł czynny kształtująca bierną materię. Jedno jest analogiczne do jedyności samego Allaha, rozum powszechny jest analogiczny do Proroka i jego następcy Alego, do duszy świata analogiczni są imamowie i mędrcy krzewiący wiarę.
Platonikiem był także piszący po persku i arabsku, rozwijający mistykę światła filozof Suhrawardi (1154–1191), nazywany „mistrzem wschodu”, założyciel szkoły ilumunacjonistycznej, autor traktatu Filozofia iluminacji (Partaw Nama). Od Suhrawardiego wywodzi się perska linia platonizmu (ishraqiyun). Samo słowo ishraq oznacza „wschód”. Arabowie określali zwolenników Suhrawardiego tym właśnie mianem ze względu na ich wschodnie pochodzenie. Wedle Suhrawardiego człowiek może dostąpić wglądu intelektualnego w formie wizji, oglądając świat pośredni, sytuujący się między światem materialnym a intelektualnym. Suhrawardi jako pierwszy sformułował ontologię świata pośredniego i uzasadnił jego realność, zauważył także, że:
„jeśli utracimy poczucie jego rzeczywistości, wizje profetyckie i wydarzenia metafizyczne nie będą już mogły mieć miejsca”.
Platonizm w filozofii arabskiej rozwijał również Ibn Arabi (1165–1240), autor Księgi o podróży nocnej do najbardziej szlachetnego miejsca, Traktatu o miłości, Drogi do Pana Mocy. Ibn Arabi rozwijał awicenniańską koncepcję człowieka doskonałego, zanurzonego w jedni i zjednoczonego z nią, wedle którego istnieje tylko „jedno, jedyne, absolutne istnienie, poza którym nie ma nic”, a nawet „nasza świadomość jedynego istnienia jest jego świadomością samego siebie”. Wedle Ibn Arabiego świat stanowi oblicze jedna, które „jest ukrytym skarbem, pragnącym, by je poznano, toteż stworzyło świat, aby dać się poznać”.
Syntezy arabskiego platonizmu Awicenny, Suhrawardiego i Ibn Arabiego dokonał w swym dziele Molla Sadra (1571/2–1636/40).

## Idealizm niemiecki
Ostatnie ćwierćwiecze XVIII wieku było okresem nagłego wzrostu zainteresowania filozofią Platona na obszarze Niemiec, czego wyrazem był wpływ platonizmu na formujący się w początkach XIX wieku idealizm niemiecki. Najbardziej znamiennym świadectwem tych zainteresowań jest komentarz Friedricha von Schellinga do Timajosa, sporządzony przez niego w wieku zaledwie dziewiętnastu lat.

### Kant
W Krytyce czystego rozumu Kant krytykuje podejście Platona do zmysłowości. Interpretuje koncepcje greckiego filozofa jako skrajny przykład dualizmu, naznaczony dużą dozą niechęci wobec cielesnego oraz zmysłowego komponentu człowieczeństwa. Zdaniem Kanta, Platon miał rację, gdy wykazał, że poznanie zmysłowe jest bardzo ograniczone. Konsekwencje jakie wyciągnął z tego twierdzenia – iluzja, że rozum bez ciała byłby skuteczniejszym narzędziem poznawczym, są jednak błędne. Zdaniem Kanta poznanie wymaga współdziałania zmysłów oraz intelektu. 
„Gołąb prując w swobodnym locie powietrze, którego opór odczuwa, mógłby sobie wyobrazić, że w przestrzeni pozbawionej powietrza będzie mu się jeszcze lepiej udawało latać. Tak samo Platon opuścił świat zmysłów, gdyż świat ten stawia dla intelektu tak ciasne granice i puścił się poza nie na skrzydłach idei w pustą przestrzeń czystego intelektu. Nie zauważył, iż przez swoje wysiłki nie zdobywa [nowej] drogi, nie znalazł bowiem oporu, niby podstawy, na której mógłby się oprzeć i do której mógłby użyć swych sił, by poruszyć z miejsca intelekt”.

Kant uważał, że dane naoczne oraz kategorie intelektu nie umożliwiają tworzenia większych związków poznawczych. Jest to istotne zwłaszcza na gruncie etyki, gdyż pojęcie „cnoty” czy wzory moralne znacznie przekraczają sferę empirii. Zdaniem Kanta, Platon słusznie wykazał, że pojęcia dobra oraz zła wymagają istnienia cnoty, jako idei – której nie możemy zaczerpnąć z doświadczenia, ale która ma jednak pewną realność. Niemiecki filozof świadomie przyjął pojęcie idei, jednak dokonał znaczących przesunięć. 
„Natomiast każdy sobie uświadamia, że gdy mu się kogoś przedstawia jako wzór cnoty, to on przecież zawsze jedynie w swej własnej głowie posiada prawdziwy oryginał, z którym porównuje ów rzekomy wzór i wedle którego jedynie go ocenia. Jest nim zaś idea cnoty, w stosunku do której wszelkie możliwe przedmioty doświadczenia służą wprawdzie za przykłady (…), lecz nigdy za pierwowzory”.
 W interpretacji Kanta idee Platona są niezmysłowe oraz przekraczają pojęcia intelektu, a zatem przekraczają możliwości ludzkiego doświadczenia. W odczytaniu niemieckiego filozofa platońskie idee posiadają także wymiar niemal mistyczny, przez wzgląd na ich pochodzenie od Demiurga, mającego przymioty boskie. Kant wytyka Platonowi, że przeniósł refleksje na temat idei z poziomu rozumu praktycznego na grunt poznania spekulatywnego. Ponadto miałby on nie zauważyć, że mają one charakter wyłącznie iluzji transcendentalnej, choć z konieczności przedstawiają się naszemu umysłowi jako istniejące obiektywnie. Zgodnie z teorią Kanta, idee transcendentalne mieszczą się nie w świecie pozazmysłowym, ale w obrębie samego podmiotu, a konkretnie w jego rozumie. Narzucają się one rozumowi w sposób konieczny. Ponieważ przekraczają doświadczenie, jako rzeczy same w sobie (noumeny) pozostają niepoznawalne na gruncie poznania spekulatywnego. „Idee są niezbędnym warunkiem praktycznego używania rozumu – regulują one naszą wiedzę oraz pozwalają otrzymać kategorie moralne.
Zgodnie z teorią Kanta, idee są transcendentalnymi iluzjami, czyli subiektywną reprezentacją (sposobem w jaki myślimy), które w sposób nieunikniony oraz bezpośredni prezentują się tak, jak gdyby istniały obiektywnie (to jest, jakby reprezentowały przedmioty niezależne od umysłu)”.
Podstawowym problem dla Platona oraz dla Kanta jest zagadnienie formy. Idee platońskie są formami wyabstrahowanymi z rzeczy i zjawisk. Natomiast u Kanta formy aprioryczne naoczności, czas oraz przestrzeń, znajdują się w czystym rozumie (a więc w podmiocie). Ze zmysłów pochodzą wrażenia, którym formy naoczności nadają jedność – dokonują syntezy różnorodnych treści, układają je w stosunki czasoprzestrzenne. Kant odwraca zatem kierunek operacji intelektualnej: czyste formy są niejako narzucone przez umysł na surowe dane.
Immanuel Kant nie cytuje ani jednego z dialogów Platona, a sposób, w jaki się do niego odnosi świadczy o tym, że zna tę filozofię z drugiej ręki. Komentatorzy i komentatorki wskazują zazwyczaj dwa główne dzieła, z których Kant mógł czerpać swoją wiedzę. Pierwszym jest Historia Critica philosophiae Jakuba Bruckera, w której interpretacja tekstów platońskich została silnie przesiąknięta myślą neoplatońską. Drugim istotnym źródłem był Phaidon Mossesa Mendelssohna – parafraza platońskiego Fedona, uwypuklająca przede wszystkim etyczny wymiar refleksji autora Państwa.

### Neokantyzm
Kant nigdy wszelako nie przeprowadził systematycznej interpretacji dialogów Platona. Dokonali tego przedstawiciele neokantyzmu marburskiego, Hermann Cohen i Paul Natorp. Ukoronowaniem ich pracy jest dzieło życia Natorpa, Platons Ideenlehre (1902, drugie wydanie 1921 z dodanym posłowiem pt. Logos-Psyche-Eros, w którym rewiduje on swoje wcześniejsze założenia). Fundamentalnym celem badawczym szkoły marburskiej było ugruntowanie obiektywności nauki. Odkrycie przez Kanta doświadczenia jako wytworu podmiotu transcendentalnego umożliwiło ujęcie poznania jako doświadczenia naukowego. Uzasadnienie nauki zostaje sprowadzone do ujawnienia zasad myślenia (aktywności podmiotu), a sama wiedza przestaje być faktem i nabiera charakteru fieri (stawania się). Obustronna relacja historycznego rozwoju wiedzy i jej systemu każe marburczykom poszukiwać historycznych źródeł idealizmu dla pełnego wyjaśnienia idealizmu jako systemu wiedzy (rozumianej jako uzasadnione doświadczenie naukowe).
Dla przedstawicieli neokantyzmu marburskiego Platon staje się prekursorem idealizmu – jako pierwszy filozof odróżnia eidos rozumiany (w duchu Sokratesa) jako koncept (odniesiony do zmysłowości) od idei, która jest czystą niezmieszaną ze zmysłowością samą formą. Dodatkowo Hermann Cohen wydobywa z Fedona interpretację hipotezy jako aktywności podmiotu ustanawiającego doświadczenie, tym samym czyniąc Platona pierwszym idealistą transcendentalnym. Paul Natorp kontynuuje program Cohena sprowadzając całość myśli Platona do doktryny idei (Ideenlehre) i ujawniając ewolucje myśli Platona analogicznie do historycznego rozwoju idealizmu. To pozwala mu uporządkować chronologicznie całość spuścizny platońskiej zgodnie z następującym rozwojem: w Fajdrosie odkrywa Platon ideę jako czysty eidos; w Teajtecie idee stają się podstawowymi kategoriami (Grundbegriffe); w Fedonie idee ujawnią się zaś jako podstawowe sądy/hipotezy/prawa (Grundsätze), a w Państwie odkrywa Platon najwyższą zasadę jednoczącą całość wiedzy – idea tou agathou (idea dobra). Sofista, Parmenides i Fileb stanowią pełny wykład trzech ujęć idei – szczególnie Parmenides, którego 9 hipotez jest odkryciem dziewięciu praw, poprzez które podmiot konstytuuje doświadczenie naukowe.

### Hegel

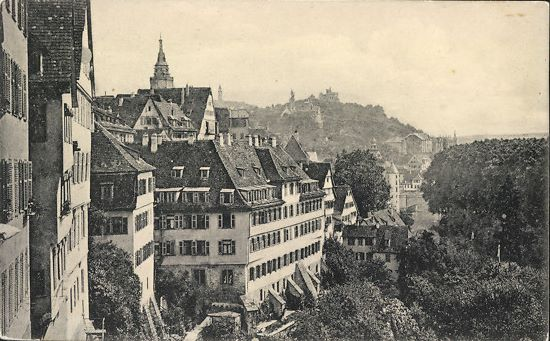
Instytut Tybingeński. Miejsce wspólnych młodzieńczych studiów Schellinga, Hölderlina i Hegla w okresie powstania schellinigańskiego komentarza do Timajosa.

Czołowy przedstawiciel idealizmu niemieckiego, Georg Wilhelm Friedrich Hegel, uważał Platona za jednego z najważniejszych myślicieli starożytności. W obszernym omówieniu w tomie II Wykładów z historii filozofii Hegel wskazuje, że to właśnie Platon był twórcą pierwszej filozofii, która miała charakter naukowy. Spośród podejmowanych przez Platona zagadnień Hegel był zainteresowany przede wszystkim dialektyką. W związku z tym spośród dialogów szczególną uwagę poświęcał Państwu, Parmenidesowi, Sofiście i Timajosowi. Hegel uważał dialektykę Platona za zapowiedź swej własnej metody dialektycznej.
Platon rozpatrywanie czystych myśli samych w sobie i dla siebie, takich jak byt i niebyt, jedno i wiele, to, co nieograniczone i to, co ograniczone, nazywał dialektyką, prawdziwym filozofowaniem i poznawaniem prawdy. Platońska dialektyka według Hegla nie daje wyłącznie rezultatu negatywnego, jakim miałoby być wprowadzanie zamętu w wyobrażeniach i pojęciach. Istnieje w swej formie spekulatywnej, ukazując jednoczenie się przeciwieństw, które się unicestwiły. Jej funkcją jest rozpoznanie w czystych pojęciach absolutnej istoty i przedstawienie ruchu tych pojęć. Dialektyczny ruch dokonujący się w sferze myśli wchodzi w stosunek z tym, co ogólne.
Oprócz dialektyki platońskiej Hegel przykładał także szczególne znaczenie do teorii idei. Jego zdaniem „prawdziwie spekulatywną wielkością Platona (...) jest bliższe określenie idei”. Idea ta, jak twierdzi autor Fenomenologii Ducha, zostaje następnie wyniesiona przez Arystotelesa do rangi rzeczywistości (energeia), podczas gdy wobec niej idea w ujęciu platońskim wydaje się mieć wyłącznie charakter możności (dunamis). Charakteryzując w sposób całościowy filozofię Platona Hegel uważał, że stanowi ona pierwszą syntezę całej przedplatońskiej filozofii. Z kolei sam platonizm osiągnął następnie swą pełnię w myśli filozofów neoplatońskich, szczególnie zaś u Proklosa. Neoplatonizm stanowił bowiem właściwą samowiedzę, która nastąpiła po zniesieniu antytetycznego w stosunku do pierwotnego platonizmu sceptycyzmu Nowej Akademii.
Hegel krytykował wyrażoną w Państwie filozofię polityczną jako obojętną na problem wolności. Inaczej niż u Platona, dla Hegla wolność jest nierozerwalnie powiązana z procesem dialektycznym. Być wolnym oznacza bowiem „bycie u siebie w tym, co inne”. Jest to zatem przyswojenie i przekroczenie swojej uświadomionej ograniczoności, swego własnego Innobytu, i zwrócenie się ku temu, co ogólne. „Wolność”, jak stwierdza Hegel, „występuje wyłącznie w powrocie do siebie; to, co nieodróżnione jest tym, co pozbawione życia; dlatego aktywna, żywa konkretna ogólność jest czymś, co się w sobie odróżnia, ale pozostaje w tym wolna”. Owa „aktywna, żywa konkretna ogólność” jest niczym innym, jak ideą, która, podobnie jak u Platona, istnieje sama w sobie i dla siebie – a uświadomienie sobie tego „jest początkiem wznoszenia się świadomości ku temu co duchowe i ku świadomości, że prawdziwe jest to, co ogólne”.

## Krytyka z przełomu XIX i XX w. – „mistrzowie podejrzeń”
Dziewiętnastowieczny rozwój nauk przyrodniczych związany z nasileniem scjentyzmu, empiryzmu i krytycyzmu, doprowadził do kryzysu metafizyki, a także do zwątpienia w idealistyczną wykładnię Platona i metafizycznie pojmowany platonizm jako teorię dwóch światów. Doprowadziło to do rozwoju czysto historycznych badań nad Platonem, w szczególności przez przodującą pod tym względem filologię niemiecką (Altertumswissenschaft), co jednak zostało skrytykowane m.in. przez Fryderyka Nietzschego jako oderwany od życia antykwaryzm. Przeprowadzono zarazem druzgoczącą krytykę metafizyki w ogóle i platonizmu w szczególności. Paul Ricoeur nazwał głównych przedstawicieli owego nurtu krytycznego, Karola Marksa, Fryderyka Nietzschego i Zygmunta Freuda, mistrzami podejrzeń, albowiem ich metoda polegała na przyjęciu fizycznej podstawy, do której redukowali metafizyczną nadbudowę, którą uznawali za wtórną i jako taką podejrzaną. Marks, wychodząc z pozycji materialistycznych, redukował wszelką metafizykę do ekonomicznej podstawy bytowej zgodnie z dictum byt określa świadomość. Nietzsche uznawał życie za fenomen pierwotny, a wszelkie konstukty teoretyczne i ideologiczne takie jak prawda lub dobro jedynie za narzędzia, mające służyć życiu i wobec życia pochodne. Dla Freuda kategorią pierwotną jest popędowa siła życiowa, którą nazwał libido, do której redukował wszelkie fenomeny życiowe i kulturowe wyższego rzędu, tłumacząc ich wykształcenie mechanizmem sublimacji. Myśliciele ci wszyscy zajmowali się także Platonem i wypracowanym przez niego metafizycznym modelem świata oraz psychiki ludzkiej, który poddali krytyce.

### Marks
Odniesienia do Platona w pismach Marksa dotyczą głównie podziału pracy i hierarchii społecznej w Państwie. Są to wątki istotne o tyle, że według Marksa to właśnie podział pracy (przede wszystkim na fizyczną i umysłową) prowadzi do jej utowarowienia, a w konsekwencji do alienacji. Marks twierdzi w Kapitał, że zasada podziału pracy (a więc specjalizacji) leży u podstaw platońskiej wizji państwa. Według Marksa Platon wzorował swój ideał państwa na kastowym ustroju Egiptu, uchodzącym w starożytności za „wzór kraju przemysłowego”. Problemy gospodarek prawdziwie uprzemysłowionych występują wszakże u Platona w formie co najwyżej zalążkowej: rozpoznana jest kwestia jakości i wartości użytkowej towarów, ale nie problematyzuje się ich wartości wymiennej (fluktuacji cen).
W swojej rozprawie doktorskiej Marks podejmuje też kwestię związków platonizmu z chrześcijaństwem (szczególnie rzekomych analogii między Sokratesem a Jezusem) i problematyzuje „mitologiczny” sposób narracji obecny w niektórych dialogach. Rozważania te mają jednak charakter marginalny.
Według dwudziestowiecznych marksistowskich historyków filozofii Platon jest „ideologiem arystokratycznej reakcji”, „najbardziej nieprzejednanym wrogiem światopoglądu materialistycznego”, założycielem szkoły filozoficznej, „która stała się ośrodkiem starożytnego idealizmu, zaciekle walczącego w ciągu stuleci przeciwko materializmowi i ateizmowi”. „Filozofia Platona jest ideologiczną transpozycją interesów arystokracji greckiej”. „Przesłanką całego politycznego i pedagogicznego systemu platońskiego jest uznanie ustroju niewolniczego za rzekomo konieczną podstawę społeczeństwa doskonałego”, a zatem „utopia Platona nie ma nic wspólnego z komunizmem, ponieważ zakłada istnienie stosunków ustroju niewolniczego i stawia sobie za zadanie ich umocnienie”. „Ostatni okres filozoficznej działalności Platona charakteryzuje pewien uwiąd starczy, eklektyczne łączenie nauki o ideach z pitagorejską nauką o liczbach”, jego „obiektywny idealizm przekształcił się całkowicie w koncepcję religijno-mistyczną”. Jest twórcą „arcybzdurnej mistyki idei”. „Nie było ani jednego reakcyjnego kierunku myśli europejskiej, który by nie sięgnął do Platona jako do swego źródła”. Odmiennego zdania jest socjalista Karl Kautsky, który na pytanie „jaki ustrój państwowy proponuje Platon zamiast tych »złych ustrojów« [tzn. oligarchii i demokracji]?” odpowiada „Tylko komunizm, jego zdaniem, może uleczyć niezgodę”.
Istnieją współcześni interpretatorzy marksistowscy, jak Slavoj Žižek, rozumiejący Platona materialistycznie. Alain Badiou zaproponował komunistyczną wykładnię Państwa. Mark Ruda zasugerował, że można po marksistowsku rozumieć platońską alegorię jaskini, wyczerpującej interpretacji jednak nie przeprowadził.

### Nietzsche

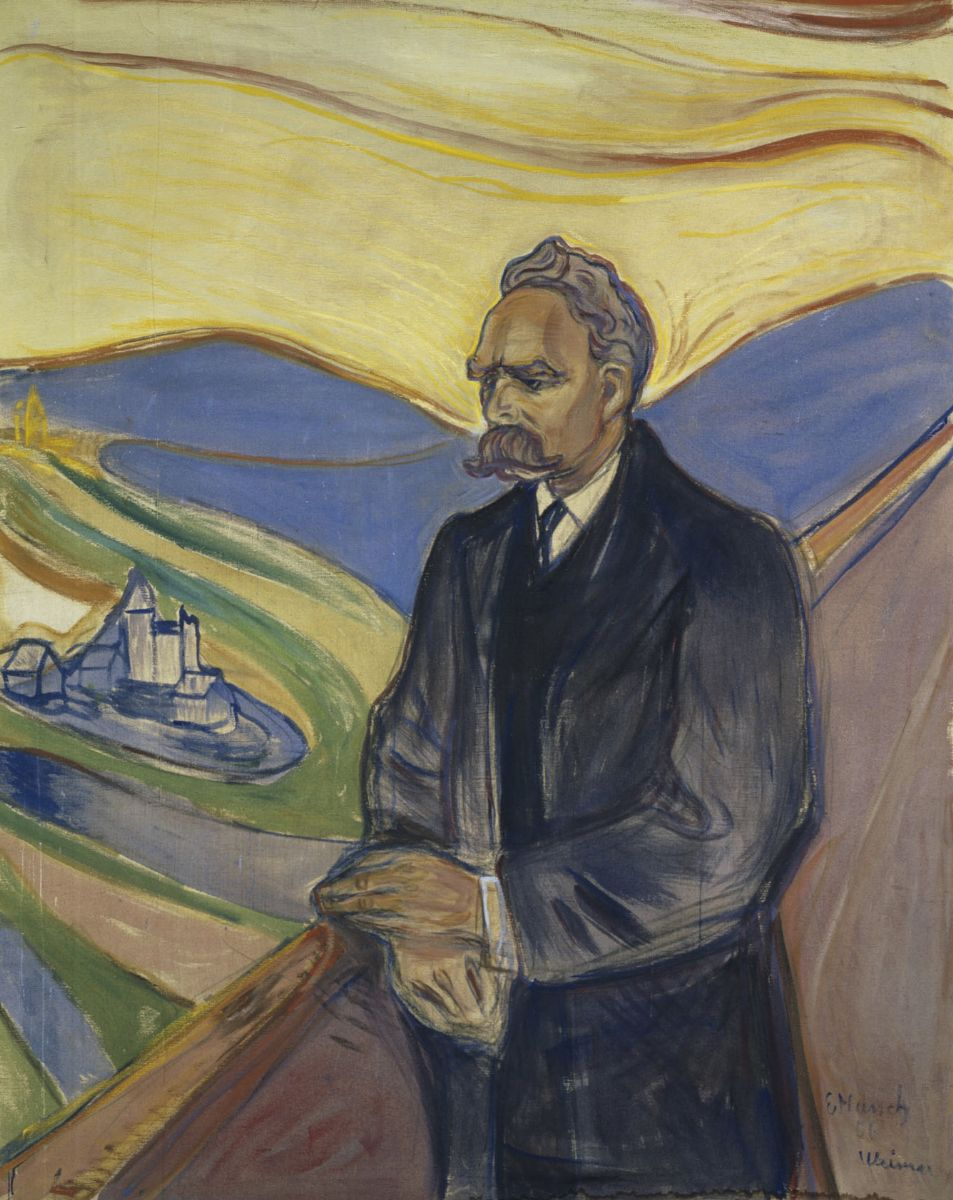
Edvard Munch, Portret Fryderyka Nietzschego, 1906.

Jeden z najważniejszych wątków myśli Nietzschego, z wykształcenia filologa klasycznego, stanowi jego krytyka platonizmu, determinująca całą późniejszą recepcję dzieła Platona. Nietzsche uważał Platona za centralną postać zachodniej kultury, a platoński projekt polityczny i jego porażkę – za zarodkową dominantę tragizmu i wewnętrznego pęknięcia tejże kultury. Najważniejszym świadectwem wczesnych poglądów Nietzschego na Platona są pisma Narodziny tragedii (1871), Filozofia w tragicznej epoce Greków (1873) oraz wykład Wprowadzenie do studium dialogów platońskich (1871). W centrum zainteresowania Nietzschego nie stoją pojęcia i teorie, ale sama osoba filozofa – zgodnie z wyznawanym przez niego prymatem życia, ciała i instynktu jako prymarnych źródeł i ścieżek istoczenia iścizny, które kulminuje określeniem filozofii mianem „rodzaju wysublimowanego popędu cielesnego”. Nietzsche uważa Platona za poświęcającego się agitacji reformatora politycznego dążącego do totalnej przemiany społeczeństwa i kultury. Wedle Wprowadzenia do studium dialogów platońskich wpływ Kratylosa wykształcił w młodym Platonie przeświadczenie o zmienności wszystkich rzeczy i wzgardę wobec cielesności, świata i człowieka; o możności poznania rozumowego przekonała go sokratejska dialektyka pojęć – idei znajdujących się nie poza światem, a wewnątrz samego poznającego rozumem człowieka. Decydujące było jednak oddziaływanie pitagorejczyków, ich głęboki pesymizm oraz mająca religijne podłoże elitarystyczna praktyka polityczna. W ten sposób ukonstytuował się charakterystyczny dla Platona zestaw cech osobowościowych i postaw: poczucie misji legislacyjnej, nawiązujące do presokratejskiej tradycji filozofów-prawodawców; niezachwiana wiara w siebie, wynikająca z osobistego dostępu do idei; odrzucenie całej dotychczasowej kultury greckiej – szczególnie Homera – stanowiące reakcję na ówczesny głęboki kryzys Hellady; przedstawienie siebie jako twórcy właściwego kanonu kultury, mającego stać się normatywną podstawą nowego społeczeństwa. Wedle Nietzschego Platon w istocie był nihilistą, a jego dialogi składają się ze „szlachetnych kłamstw” wytworzonych celem zwiększenia zasięgu oddziaływania jego projektu politycznego. Najważniejszymi z owych „szlachetnych kłamstw” są etyka Dobra i teoria idei.
„Platon w gruncie rzeczy przedkładał pozór nad byt – zatem kłamstwo i zmyślanie nad prawdę, nierzeczywistość nad realność; a tak bardzo był przekonany o wartości pozoru, że przyznał mu atrybuty «byt», «przyczynowość» i «dobroć»”.
W dojrzałych pismach Nietzschego jeden z dominujących wątków stanowi odwrócenie platonizmu (Umdrehung des Platonismus). Jak pisze Nietzsche:
„Moja filozofia – odwrócony platonizm: im coś dalej od tego, co prawdziwie bytujące, tym to coś jest czystsze, piękniejsze, lepsze. Życie wśród pozoru jako cel”.
Najbardziej znany zarys tej idei znajduje się w rozdziale Jak „świat prawdziwy” stał się w końcu baśnią ze Zmierzchu bożyszcz. Pierwotna idea Platona jest tożsama z jego osobą; następnie platonizm ulega zafałszowującemu przekształceniu przez chrześcijaństwo i kantyzm, aż zostaje stopniowo przezwyciężony przez pozytywizm i – docelowo – nietzscheanizm. Projekt Nietzschego pozostaje jednak niedomknięty, a on sam okazuje się niezdolny do wyjścia poza odziedziczone po Platonie metafizyczne myślenie propozycjonalne i opozycjonalne, co wynika przede wszystkim z głoszonej przez niego „uczciwości intelektualnej” – z niezgody na opracowanie spójnego systemu kosztem niespójności i z będącej pochodną tej niezgody ciągłej rewizji własnych ustaleń czy poglądów. Nietzsche dociera bowiem do aporii, którą dostrzega Heidegger: „odwrócenie zasady metafizycznej pozostaje zasadą metafizyczną”, sama negacja metafizyki nie jest jeszcze jej przezwyciężeniem. Dlatego właśnie Nietzsche „pozostaje w dziejach zachodniej metafizyki najbardziej nieokiełznanym platonikiem”, pomimo iż „ostatnie lata jego twórczości to nic innego, jak usiłowanie odwrócenia platonizmu”. Ostatecznie Nietzsche okazuje się filozofem jeszcze bardziej konsekwentnym – i zarazem jeszcze bardziej tragicznym – niż opisywany przez niego Platon. O ile bowiem Platon miał zbudować swój projekt filozoficzny wokół praktyki „szlachetnego kłamstwa”, o tyle sam Nietzsche nieustannie podkreśla fakt głębokiej przepaści między Nadczłowiekiem a masami, które powinny być podległe jego władzy, a także niemożność skłonienia poświęcającego się twórczości Nadczłowieka do działalności politycznej, której celem – tak samo jak w platonizmie – jest udoskonalanie drugiego człowieka i pomaganie mu w wydźwignięciu się ponad swą aktualną kondycję. Zaproponowana przez Platona sankcja, skłaniająca szlachetnego arystokratę do działalności politycznej – perspektywa cierpienia wynikająca z bycia rządzonym przez gorszych od siebie, jeżeli samemu nie obejmie się władzy – traci ważność na gruncie jakościowej różnicy między Nadczłowiekiem a masami, różnicy utrwalonej głęboką pogardą dobrego i szlachetnego arystokraty dla upadlającej i korumpującej działalności politycznej. W związku z niemożnością przejścia od filozofii do polityki – a tym samym politycznego uprawomocnienia filozofii – filozof pozostaje izolowanym od społeczeństwa „kometą”, figurą przypadkową, i, ze względu na przytłaczającą niezdolność do wypełnienia swego przeznaczenia – figurą głęboko tragiczną.

### Freud

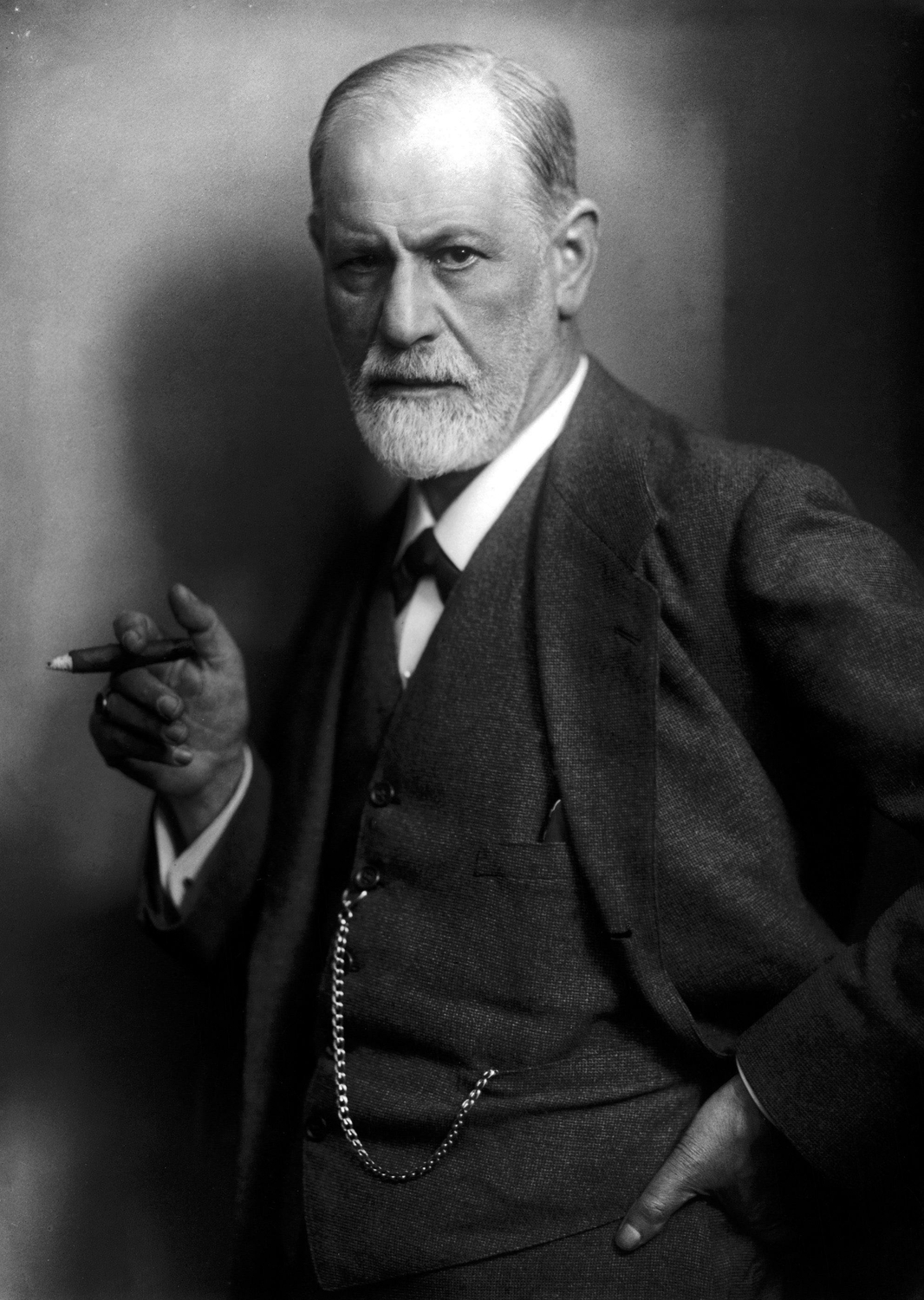
Zygmunt Freud, 1920 rok.

Doktryna psychoanalizy Freuda opiera się na założeniach materialistycznych, co czyni go w punkcie wyjścia przeciwnikiem potocznie rozumianego platonizmu. Sam Platon w Sofiście nazywa materialistów „synami ziemi”, co jednak istotne, sam nie sytuuje siebie w obozie przeciwników materializmu, po stronie zwolenników „bezcielesnych idei”, lecz raczej w pozycji trzeciej, poza tak prosto pojmowaną opozycją. Istnieją wszelako daleko idące zbieżności między poglądami Freuda i Platona, w szczególności jeśli chodzi o triadyczny model psychiki ludzkiej, a także co do metodologii. Można powiedzieć, że opierająca się na dialogu metoda sokratejska ma na celu uzdrowienie duszy, psychoterapię, a samopoznanie, jakie dokonuje się za pośrednictwem analityka (który sam przecież nic nie wie, a tylko doprowadza do ujawnienia wiedzy, do uświadomienia nieświadomego), stanowi cel zarówno dialektyki platońskiej, jak i psychoanalizy freudowskiej. Co więcej, zarówno dla Platona, jak i dla Freuda kluczowa jest figura sublimacji jako jednego z centralnych mechanizmów aparatu psychicznego. U Platona sublimacją jest ruch psychiki poza zmysłowość ku czystym ideom, co przedstawia np. mowa Diotymy w Uczcie; Freud zaś tłumaczy libidynalne podłoże tego mechanizmu. Pomimo tych daleko idących podobieństw Freud bardzo rzadko powołuje się na Platona. W „Autobiografii” (1924) Freud twierdzi, że nie czerpał z Platona, a o podobieństwach pomyślał dopiero po przeczytaniu eseju Havelocka Ellisa Hysteria in Relation with the Sexual Emotions (1898), który jako pierwszy wskazał na zbieżności metody psychoanalitycznej z filozofią Platona. W „Psychologii zbiorowości” (1921) Freud powołuje się już na dwa teksty o stosunku psychoanalizy do platonizmu, twierdząc wyraźnie, że „Eros filozofa Platona jest ściśle zbieżny z siłą miłosną, którą psychoanaliza określa jako libido”. W Oporach wobec psychoanalizy (1925) Freud dodaje, iż „to, co psychoanaliza nazywa seksualnością, nie jest tożsame z impulsem do łączenia się dwóch płci ani wytwarzaniem przyjemnego uczucia genitalnego; raczej chodzi tu o wszechobejmującego i wszechpodtrzymujego Erosa z Uczty Platona”. Pfister tak pisze do Freuda w liście z 14 stycznia 1921: 
„Poczyniłem znakomite odkrycie, które sprawi Panu radość. Nachmansohn przeoczył w swym artykule to, co najważniejsze. Platon bowiem napisał: Jeżeli sztuka leczenia jest wiedzą o erosach ciała, a ten, który jest w stanie rozróżnić między dobrym i złym erosem i wprowadzić zmianę, tak iż ciało zastąpi jeden rodzaj erosa drugim i będzie w stanie wdrożyć erosa tam, gdzie go nie ma – ten jest najlepszym z lekarzy [Platon, Uczta, 186b–188a]. Platon wywodzi wszelką sztukę, religię, moralność z miłości, a także ma zadziwiającą wiedzę o nieświadomości, o sprzecznych dążeniach umysłu”.
Nie jest jednak tak, że Freud nie znał Platona. Już bowiem w 1880 roku przełożył na język niemiecki on obszerną rozprawę J.S. Milla na temat Platona. We wczesnych pismach Freuda, m.in. w Objaśnieniu marzeń sennych (1900) pojawia się często zdanie Platona, iż dobrzy ludzie śnią tylko o tym, co źli rzeczywiście robią. W późnym dziele Poza zasadą przyjemności (1920) pojawia się odniesienie do figury androgyna z Uczty. W przedmowie z 1920 roku do Trzech rozpraw o seksualności (1905) Freud pisze, iż każdy, kto pogardliwie odnosi się do psychoanalizy, powinien pamiętać, jak bardzo ta teoria zbieżna jest z platońską teorią miłości. W Uwagach na temat dwóch zasad procesu psychicznego (1911) Freud opisuje mechanizm odwrócenia od rzeczywistości, analogiczny do platońskiego zwrotu duszy w jaskini, twierdząc, iż zwrot ten dokonywany jest przez psychikę neurotyczną, dla której rzeczywistość jest nie do zniesienia, więc aparat psychiczny, dążący do maksymalizacji przyjemności i minimalizacji cierpienia odrzuca rzeczywistość, zastępując ją wyobrażeniową projekcją, której przydaje status wyższej realności. W rozprawie Niesamowite (1919) Freud analizuje mechanizm utożsamienia z własnym idealnym sobowtórem (co odpowiada platońskiej psyche rozumianej jako coś odrębnego od ciała) oraz przypominania sobie czegoś, co psychika postrzega jako coś świeżo odkrywanego, choć zarazem znajomego i prastarego (co odpowiada platońskiej anamnezie). W Zaprzeczeniu (1925) Freud analizuje rolę momentu negacji w działaniu aparatu psychicznego, co niektórzy komentatorzy interpretują w kategoriach dialektycznych jako zasada konstytucji dziedziny umysłowej, wskazując na konstytutywną, a nie tylko represywną funkcję sublimacji, umożliwiając tym samym odniesienie Freudowskiej analizy do dialogów Platona poświęconych tej problematyce (Sofista, Parmenides). Postfreudowscy psychoanalitycy także podnoszą wątek relacji Platona i platonizmu do psychoanalizy. Otto Rank twierdzi, że Sokrates był prekursorem psychoanalizy”, a sam Freud był „twórcą mitu w wielkim stylu, a zatem w platońskim sensie prawdziwym filozofem”. Jacques Lacan, francuski kontynuator psychoanalizy Freuda, poświęcił jedno ze swoich seminariów analizie Uczty Platona, skupiając się w szczególności na pojęciu agalmy, czyli ostatecznego przedmiotu pożądania, wobec którego wszystkie partykularne obsadzenia są jedynie namiastką.

## Fenomenologia
Dziewiętnastowieczny kryzys metafizyki i związana z nim krytyka platonizmu doprowadziły do przesilenia w interpretacji Platona, czego efektem było przezwyciężenie metafizycznej wykładni platonizmu przez fenomenologię, która – zgodnie ze sformułowaną przez Husserla zasadą wszystkich zasad – ujmowała zjawiska tak, jak są dane i w tym zakresie, w jakim są dane, niezależnie od tego, czy są one dane w naoczności zmysłowej czy też nadzmysłowej (kategorialnej, intelektualnej), nie usiłując rozstrzygać sposobu istnienia owych zjawisk, tzn. ich rzeczywistości, lecz ujmując je w ich faktyczności. Podejście to umożliwiło odnowę badań nad Platonem i platonizmem, a także ponowne ujęcie problematyki platońskiej niezależnie od samego Platona.

### Husserl

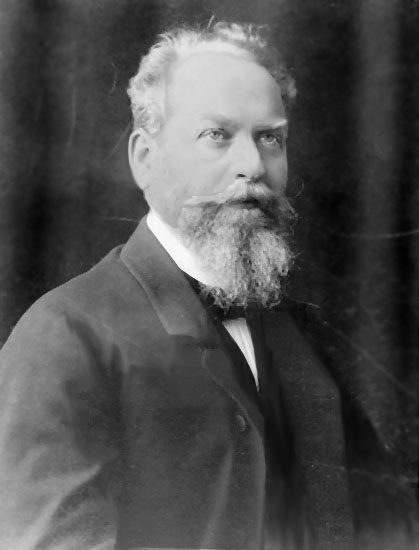
Edmund Husserl (ok. 1900)

Edmund Husserl, twórca fenomenologii, w jednym z listów do Juliusa Stenzela (komentatora Platona) nazywa siebie platonikiem (Platoniker), który „zmaga się (i zmagał na długo zanim poznał samego Platona) z platońskimi problemami”. W swoich dziełach natomiast wyraźnie separuje się od „platońskiego realizmu”, tj. od przyjmowania idei i przypisywania im „rzeczywistego (prawdziwego) bytu”, podobnie jak to się czyni w wypadku realnych przedmiotów. Jedną z możliwości wytłumaczenia tej sprzeczności jest pokazanie odmiennych perspektyw obu filozofów przy jednoczesnych punktach styku. Z drugiej strony niektórzy komentatorzy podkreślają, że Husserl nie krytykuje wprost samego Platona, ale pewną postać jego myśli nazwaną „platonizmem”. Trzeba też zwrócić uwagę na okresy w filozofii Husserla: od Badań Logicznych przez Idee czystej fenomenologii i fenomenologicznej filozofii po Medytacje kartezjańskie daje się zaobserwować pewien kierunek w rozumieniu przedmiotów idealnych, idący w stronę coraz mocniejszego związania ich z podmiotową świadomością.
Husserl, podobnie jak wcześniej Kartezjusz, poszukiwał filozofii pierwszej, posiadającej absolutny punkt oparcia dla poznania i wiedzy. Zgodnie z duchem nowożytności absolutność rozumiał jako to, co absolutnie pewne, a nie to, co absolutnie istnieje. Filozofia pierwsza nie miała więc być w założeniu teorią bytu (metafizyką) jak u Arystotelesa, ale teorią poznania (epistemologią), wyznaczającą pewną i niezawodną metodę dochodzenia do prawdy.
Postulat poszukiwania tego, co pewne pociąga za sobą przynajmniej dwie zasady: przyjmowania za prawdziwe tylko tego, co się źródłowo prezentuje oraz tego, co nie pociąga za sobą nieuprawomocnionych założeń (idea bezzałożeniowości). Aby dojść do takiego poznania Husserl proponuje przede wszystkim dwie metody: redukcję fenomenologiczną i eidetyczną. Pierwsza postuluje oczyszczenie (gr. ἐποχή, epoché), czyli „wzięcie w nawias”, „wyłączenie” (ale nie przekreślenie) wszystkiego, co nie jest źródłową daną świadomości, co stanowi nieuprawione założenie, czyli obok różnego rodzaju teorii i przeświadczeń przede wszystkim tezę naturalnego nastawienia, że „przestrzenno-czasowa rzeczywistość” jest „stale obecna” naprzeciwko człowieka i istnieje niezależnie od niego. Metoda ta pozwala dotrzeć do czystych fenomenów – podstawowych danych świadomości, czyli do tego, co się jej źródłowo i bezpośrednio prezentuje, co jest jej immanentne.
Poszukiwanie wiedzy prawdziwej (episteme), czyli opartej na tym, co absolutne, było również istotne dla Platona. Husserl analogicznie do ucznia Sokratesa w punkcie wyjścia odrzuca naturalne nastawienie, przyjmujące świat zjawiskowy za realnie istniejący. Dopiero właściwa droga poznania, metoda dialektyczna u Platona, redukcja Husserla ma doprowadzić do ugruntowania wiedzy na czymś absolutnym, czyli ostatecznie na ideach. Przedmiot poznania, nie jest więc wprost dany, w szczególności w naturalnym podejściu do świata, ale należy go dopiero odsłonić poprzez „zwrot duszy”, stosując odpowiednie umysłowe metody. I tak redukcję fenomenologiczną Husserla można odnieść do sokratejskiej metody elenktycznej, czyli zbijania w dyskusji, celem obalenia fałszywych lub nieuzasadnionych opinii (doxa). Można też widzieć w niej generalnie ideę odwracania się od tego, co naturalnie przyjmowane jako rzeczywiste, a co Platon w metaforze jaskini nazywa „cieniami”.
Druga metoda Husserla w dochodzeniu do tego, co absolutne, redukcja eidetyczna, zakłada co najmniej kilka sposobów, które pozwalają dotrzeć do ogólnych i koniecznych idei na podstawie fenomenów danych świadomości. Warto wspomnieć tu o ideacji, czyli o szczególnego rodzaju naoczności, która pozwala uchwycić istotę (eidos, ideę), w strumieniu przeżyć i danych świadomości. Dokonuje się to intuicyjnie i bezpośrednio, a nie np. w wyniku abstrakcji. Inny sposób to myślowe uzmiennianie, polegające z kolei na wytwarzaniu różnych wyobrażeniowych odmian badanego przedmiotu i poszukiwaniu tego, co w nim stałe, a więc idealne.
Redukcja eidetyczna również pociąga za sobą Platońskie założenia. Przede wszystkim ideacja przypomina Platońskie bezpośrednie oglądanie idei „okiem” umysłu, natomiast w uzmiennianiu można zobaczyć dalekie echa dialektycznej gimnastyki przechodzenia różnych wariantów hipotez z Platońskiego Parmenidesa.
Ostateczny przedmiot poznania filozoficznego i grunt, na którym można oprzeć wiedzę pewną, Husserl za Platonem upatruje w „świecie” idei. Eidos jest dla Husserla „nowego rodzaju przedmiotem”, który dzieli co najmniej kilka podobnych cech z Platońską ideą: jest ogólny i konieczny, aprioryczny w stosunku do indywidualnych przedmiotów, stanowiący ich istotę, czyli ich „co”, dzięki czemu są tym, czym są (np. to dzięki czemu drzewo jest drzewem). Podobnie jak dla Platona, według Husserla za zjawiskami nie kryje się materialna substancja, ale struktura istot (idei), które je konstytuuje w jednostkowe postacie. Można nawet, przy wszystkich różnicach, zaryzykować twierdzenie, że Platońska idea jest tą samą ideą również dla Husserla, tylko jawiącą się w świadomości podmiotu poznającego i tylko w jego granicach.
Husserl nie tylko więc w punkcie wyjścia jest platoński, ale również w punkcie dojścia. Należy jednak z drugiej strony zwrócić uwagę na kilka różnić. Po pierwsze projekt fenomenologii Husserla jest przede wszystkim metodologiczny, dlatego jego eidos jest metafizycznie zredukowany tylko do danych świadomości. Nie jest absolutnym bytem, istniejącym niezależnie od fenomenów i podmiotu poznającego, jak chciał Platon, który z kolei odrzucał rozumienie idei jako myśli tkwiących immanentnie w podmiocie. Platon nie przekreśla realności świata, przeciwnie, uznaje zjawiska (fenomeny) za złudzenia podmiotu, a podstawy realności świata szuka właśnie w ideach, które są nawet bardziej realne od indywidualnych przedmiotów. Husserl przeciwnie: nie pyta o byt, czym jest w sobie, ale o jego jawienie się świadomości, w jaki sposób jest jej dany. Platon szuka ugruntowania wiedzy w czymś transcendentnym (zewnętrznym) wobec podmiotu, dla Husserla jest ono możliwe tylko w transcendentalnej świadomości, poprzedzającej wszelką realność. Po drugie istotę można poznać tylko w granicach tego, co się bezpośrednio prezentuje intencjonalnej świadomości, co przypomina stanowisko Arystotelesa, a nie jak chciał Platon, niezależnie od przedmiotów indywidualnych, a jedynie przy ich okazji (anamneza). Po trzecie Husserl mówi o istotach indywidualnych oraz o możliwości odsłonięcia istoty w przedmiocie fikcyjnym, „czysto wyobrażeniowym”, podczas gdy Platon nie przyjmował istnienia ani idei indywiduum, ani możliwości łączenia idei z bytami fikcyjnymi. Wszystkie te różnice wskazują na odmienne perspektywy i założenia obu filozofów przy wskazanych wcześniej punktach styku.
Podsumowując można powiedzieć, że fenomenologia Husserla jest przede wszystkim metodą poznania, dlatego właśnie na poziomie epistemologii jest w wielu punktach zbieżna z Platońską koncepcją: idee są warunkiem i przyczyną prawdziwej wiedzy. Platon uznając dodatkowo idee za przyczynę i warunek realnego istnienia rzeczy, wprowadza tym samym swoją teorię na inny poziom – metafizyki. Husserl przyjmuje idee, ale bierze w nawias ich realne (metafizyczne) istnienie. Stanowisko takie jest więc „metafizycznie neutralne”, a ze względu na konstytuowanie się (jawienie) idei jako sensów przedmiotowych w świadomości, bywa nazywane „semantycznym platonizmem”.

### Heidegger

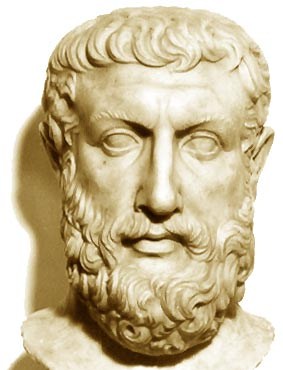
Heidegger wywodzi projekt fenomenologii od Parmenidesa.

Martin Heidegger był filozofem wywodzącym się z tradycji platońskiej, kwestionującym ją i zarazem usiłującym ją restytuować. Choć nigdy nie przedstawił systematycznej interpretacji wszystkich dialogów Platona, nieustannie zmagał się z dziedzictwem myśli platońskiej, jakim jest metafizyka: „Cała metafizyka, a także jej przeciwnik, pozytywizm, mówi językiem Platona”. Samo pojęcie prawdy (aletheia), stanowiące nieustanny punkt odniesienia i oś myślenia Heideggera, jest pojęciem platońskim. Heidegger usiłuje restytuować źródłowe, niepredykatywne pojęcie prawdy, zakryte – jak twierdzi – przez wtórne, tzw. klasyczne pojęcie prawdy (adaequatio rei et intellectus, zgodność rzeczy w myślą), redukujące prawdę do zdania twierdzącego, zgodnego z rzeczywistością; sama jednak zgodność jest możliwa dopiero na gruncie uprzedniej jedności tego, co uzgadniane. Dokonując zwrotu ku źródłowemu sensowi prawdy, zakrytemu przez późniejszą tradycję, która pełni tu – niczym pozór (doxa) u Platona – funkcję zasłony czegoś pierwotniejszego, Heidegger powtarza platoński ruch zwrotu ku źródłu (periagoge holes tes psyches). W swojej fundamentalnej intencji odkrycia tego, co zakryte pozorem i dotarcia do źródłowej prawdy Heidegger jest więc filozofem platońskim par excellence. Także późna wypowiedź Heideggera, iż jego filozofia jest „fenomenologią niewidzialnego” wskazuje na powtórzenie platońskiego gestu odwrócenia od tego, co widzialne, zmysłowo dane, do dziedziny tego, co niezmysłowe, dane w czysto umysłowej (noetycznej) naoczności. Podstawą tego wglądu jest to, co Heidegger nazywa „fenomenologicznym widzeniem”, odpowiednik platońskiej noezy, spojrzenia „okiem umysłu”, które otwiera się, gdy oko ciała słabnie. Jak wspomina Heidegger, tym, czego przede wszystkim nauczył się od Husserla, było widzenie fenomenologiczne, istotowe. Owo patrzenie, które Husserl po raz pierwszy opisał w Badaniach logicznych (1900) jako „naoczność kategorialną”, stanowiło otwarcie furtki dla wykroczenia poza dziedzinę tego, co zmysłowo dane – było zatem powtórzeniem platońskiego zwrotu poza to co zmysłowe, gestu periagoge.
Heidegger dopatruje się nawet w starożytnej filozofii greckiej prefiguracji fenomenologii, więcej nawet, twierdzi on, iż filozofia Arystotelesa stanowi fenomenologię wcześniejszą i bardziej radykalną od Husserlowskiej:
„To, co dla fenomenologii aktów świadomości spełnia się jako samo-pojawianie-się fenomenu, zostało bardziej źródłowo pomyślane już przez Arystotelesa i w całym greckim myśleniu i istnieniu jako ἀλήθεια, jako nieskrytość tego, co obecne”.
W napisanym wraz z Husserlem dla Encyklopedii Britannica artykule Fenomenologia Heidegger wywodzi projekt fenomenologii od Parmenidesa. Pomimo uznania filozofii greckiej za protofenomenologię Heidegger nie jest jej jednoznacznym apologetą, przypisuje bowiem wykształconej przez nią metafizyce rolę negatywną, głosi konieczność jej destrukcji w celu odsłonięcia źródłowego sensu podstawowych kategorii filozoficznych takich jak byt, dobro i prawda. Teza ta kulminuje w Heideggerowskim twierdzeniu o zapomnieniu bycia (Seinsvergessenheit) które – jak dowodzi Heidegger rozpoczynającym Bycie i czas cytatem z Sofisty – uległo zapomnieniu już w czasach Platona. Stąd późniejsza próba Heideggera odkrycia tego, co zapomniane, zasłonięte przez późniejszą tradycję (platonizm i metafizykę), w oparciu o filozofię przedplatońską: Anaksymandra, Heraklita i Parmenidesa. Niemniej jednak Heidegger poświęca wiele uwagi dialogom Platona, które czyta wbrew stereotypowej lekturze, uznającej Platona za platonika. Heidegger czyta Platona fenomenologicznie:
„Decydującą […] z technicznego punktu widzenia sprawą było, że nie mówiono o Platonie i nie wykładano jego teorii idei, lecz przez cały semestr zajmowano się jednym tylko dialogiem, analizując go krok po kroku, aż wreszcie znikała czcigodna doktryna ustępując miejsca zespołowi problemów mających bezpośrednie i pilne znaczenie. Dziś brzmi to dość zwyczajnie, ponieważ tylu innych kroczy już tą drogą; ale nikt nie szedł nią przed Heideggerem”.

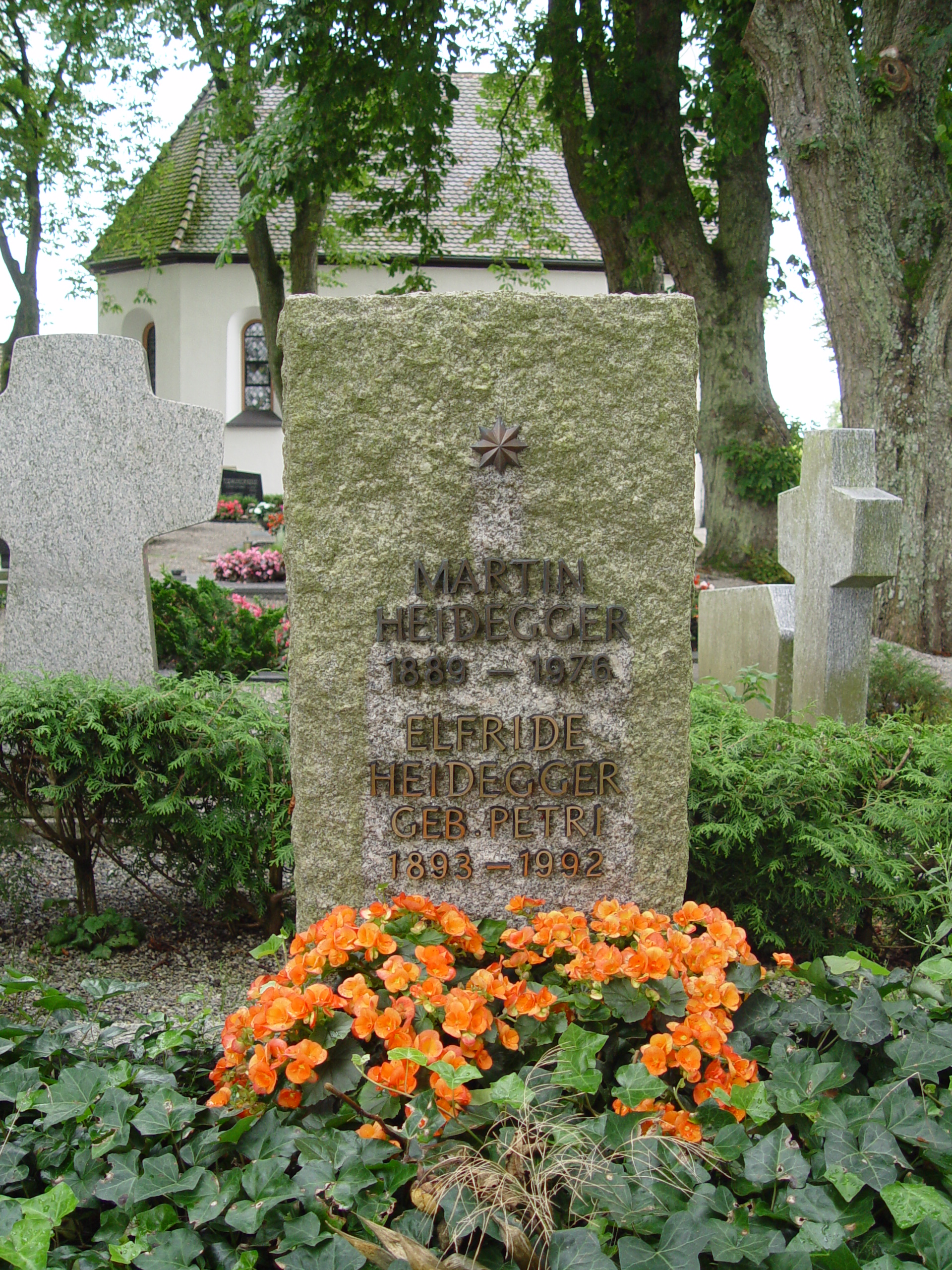
Grób Martina Heideggera w Meßkirch.

W ramach Gesamtausgabe wydano szereg pism Heideggera, w których interpretuje on Platona: Sofistę, Teajteta i Państwo, Parmenidesa i Fajdrosa oraz metaforę jaskini z Państwa w jednej z najważniejszych rozpraw Heideggera pt. Platona nauka o prawdzie. Najważniejsze dzieło Heideggera Bycie i czas (1927) rozpoczyna fragment z Sofisty Platona (244a). Zadaniem wczesnej filozofii Heideggera było opracowanie pytania o Bycie lub o sens Bycia. Według Heideggera już w filozofii Platona rozpoczyna się proces zapomnienia Bycia. W latach 1924–1925 Heidegger prowadzi wykłady na temat Sofisty Platona, w okresie 1942–43 wykłady poświęcone Parmenidesowi. Jedynym wydanym drukiem artykułem Heideggera o Platonie jest Platona nauka o prawdzie (1931/32), gdzie analizuje metaforę jaskini z VII księgi Państwa. Według Heideggera w filozofii Platona dokonała się przemiana istoty Prawdy. Przed Platonem prawda pojmowana była jako „nieskrytość” (aletheia). W filozofii Platona aletheia dostaje się pod jarzmo idei. Metafora ukazuje proces uobecniania, który ostatecznie doprowadza do oglądania idei (obecność). Idea nie jest procesem ujawniania, lecz rzeczywistością ujawnioną, o którą nie trzeba pytać. Podstawowe różnice między Platonem a Heideggerem dotyczą (1) relacji między człowiekiem a Byciem, (2) kwestii dziejowości, (3) stosunku do poezji i (4) formy refleksji filozoficznej. U Platona dusza człowieka (1) powinna kontemplować Bycie ujęte jako prawda; u Heideggera dominuje natomiast post-chrześcijański rys rozumienia Dasein, dający się interpretować jako swoiste oczyszczenie się dla Bycia – zrobienie miejsca Byciu. Platon dokonuje tu ruchu poza egzystencję, u Heideggera zaś człowiek jako sposób Bycia sam stanowi sedno egzystencji. Pojęcie dziejowości (2) u Platona praktycznie nie występuje, Heidegger dąży natomiast do ugruntowania rozumu historycznego przez destrukcję metafizyki. Platon dąży do separacji filozofii od poezji (3), Heidegger twierdzi natomiast, że tradycja poetycka jest dla filozofii istotnym punktem odniesienia ze względu na poetyckie podejście do języka, w którym złożone są ogromne możliwości rozwoju form wypowiedzi filozoficznej. Refleksja filozoficzna (4) u Platona jest bezzałożeniowa, u Heideggera nawiązuje ona natomiast do tradycji hermeneutycznej.

Heideggerowski projekt destrukcji metafizyki, będący zarazem projektem wydobycia ukrytego za platonizmem rdzenia filozofii Platona, można ukazać za pomocą relacji fizyki do metafizyki (sam Platon, choć metafizyka jest mu przypisywana, nie posługuje się takim pojęciem). W rozprawie O istocie i pojęciu physis Heidegger twierdzi, iż „Arystotelesowska Fizyka jest ukrytą i dlatego nigdy wystarczająco nieprzemyślaną, podstawową księgą filozofii zachodniej. [...] Metafizyka w tej samej mierze jest fizyką, jak i Fizyka metafizyką”. We Wprowadzeniu do metafizyki dodaje:
„u Greków [...] byt jako taki w całości [...] zwano physis. To podstawowe greckie określenie bytu zwykło się tłumaczyć jako natura [...], lecz ten łaciński przekład wypiera już pierwotną treść greckiego słowa physis [...]”, które oznacza „coś, co samo z siebie rozkwita (np. rozkwit róży), rozpoczynający się rozwój, ukazywanie się w takim rozwoju i utrzymywanie się oraz pozostawanie w nim [...]. Owego wschodzenia i przewyższania-siebie-w-sobie nie należy brać za proces, który obserwujemy wśród innych procesów w obrębie bytu. Physis jest byciem samym, na mocy którego byt staje się obserwowalny i taki pozostaje. [...] Temu, co fizyczne, przeciwstawiamy to, co psychiczne, obdarzone duszą, natchnione, żywe. Wszystko to jednak [...] dla Greków należy jeszcze do physis.”.
 Fizyka, a zatem nauka o przyrodzie (physis) rozumianej jako byt w całości, byt duchowy i żywy, jest więc zdaniem Heideggera właściwym przedmiotem filozofii. W Timajosie, dialogu opatrzonym podtytułem „o przyrodzie” (peri physeos), Platon nazywa ten byt „doskonałym żyjącym”, „jestestwem żywym”, „widzialnym i dotykalnym”, „obdarzonym duszą i rozumem”, czasowym i przestrzennym ziszczeniem niezmiennego absolutu, „obrazem niewidzialnego”, „bogiem postrzegalnym zmysłami”, jego „jednorodzonym synem”, „żywym światem”. W rozumieniu Heideggera na moment jawności (nieskrytości) owego bytu wskazuje greckie pojęcie aletheia w źródłowym jego rozumieniu. Słowo aletheia wywodzi się bowiem od czasownika letho („ukrywać”) i stanowi jego negację (a-letheia). Relacja bytu w jego jawności, w jego odsłonięciu tu oto (Dasein) jest właśnie stosunkiem jawnobycia świata do tego, co za nim skryte, niewidzialne (lethe w aletheia). Właśnie dlatego aletheia, czyli prawda w źródłowym sensie, rozumiana jako „samojawienie się fenomenów” świata, stanowi przedmiot nieustannego namysłu Heideggera. To, co absolutne, jawi się jako świat, tu oto, a prawda jest samą jego jawnością. Takim ujęciem stosunku fizyki do metafizyki Heidegger potwierdza tezę Nietzschego, iż Platon jest panteistą w przebraniu dualisty. Metafizyka okazuje się maską samej physis, która – jak to ujął Heraklit – „lubi się skrywać”, jest jej momentem samozakrycia i samonegacji, a zarazem wskazaniem na jej ukrytą – niczym wewnętrzne piękno Sokratesa – istotę.

## XX i XXI wiek

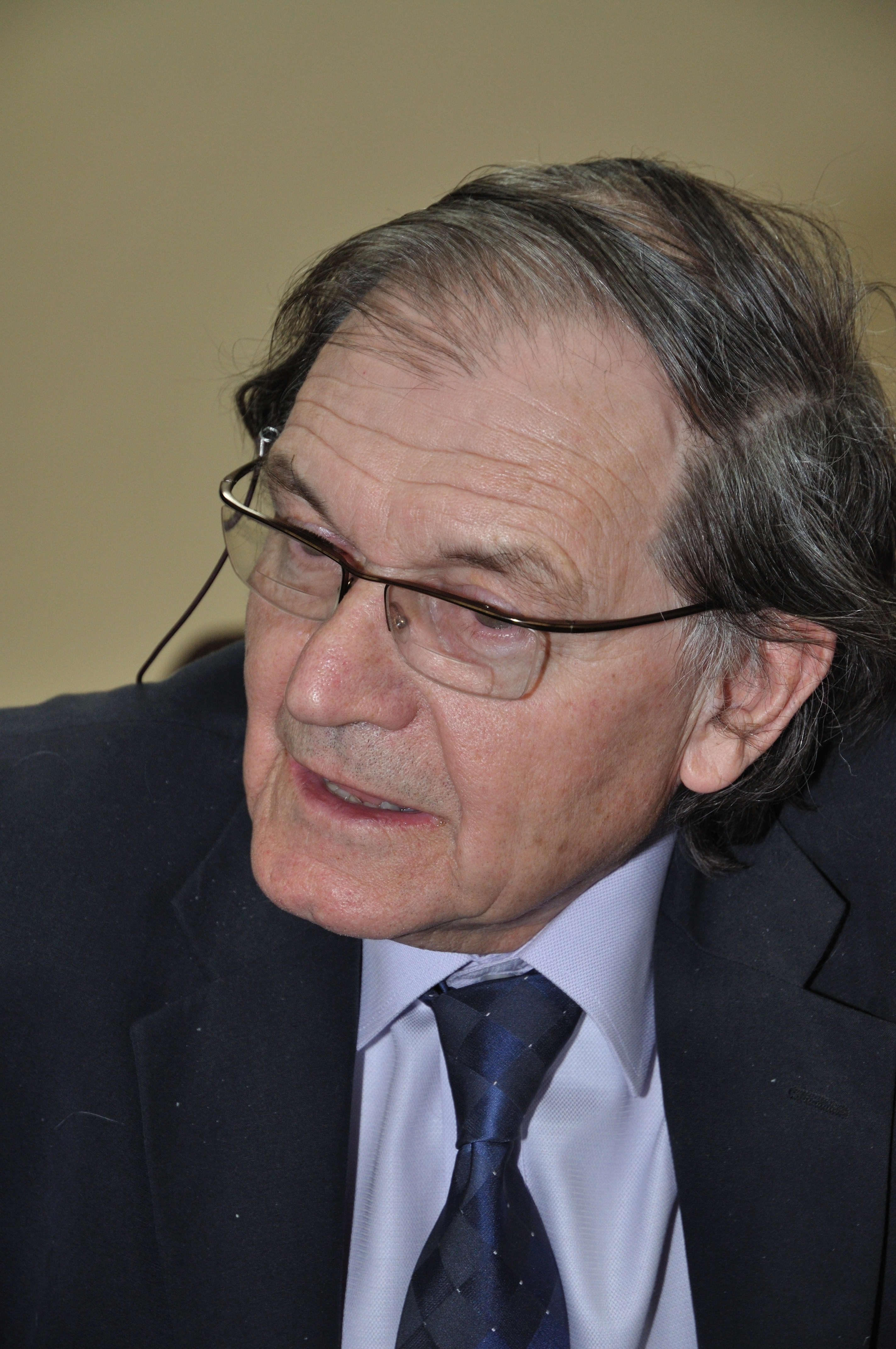
Sir Roger Penrose (2011)

W dwudziestym wieku nastąpił nawrót do zainteresowania Platonem w kontekście kryzysu metafizyki, co umożliwiło zapoczątkowaną przez Martina Heideggera interpretację Platona w kategoriach immanentnych, jako myśliciela physis, wbrew tradycyjnemu, metafizycznemu schematowi myślenia, który uznawał Platona za fundatora metafizyki. Według Catherine Zuckert filozofowie XIX i XX w. tacy jak Nietzsche, Heidegger, Gadamer, Strauss i Derrida:
„w przekonaniu, iż nowoczesny racjonalizm wyczerpał swe możliwości, zwrócili się do Platona, aby ponownie odkryć źródłowy charakter filozofii i na nowo pojąć tradycję zachodnią jako całość”.
Szczególnie żywe było zainteresowanie Platonem w Niemczech. Pisali o nim m.in.:
- neokantyści jak Hermann Cohen[288], Paul Natorp[289], Emil Lask[290], Nicolai Hartmann[291], Hans Kelsen[292],
- fenomenologowie Edmund Husserl, Adolf Reinach[293], Martin Heidegger[294].

Próbę rekonstrukcji nauk niepisanych Platona podjęli badacze z Uniwersytetu w Tybindze: Hans Joachim Krämer, Konrad Gaiser i Thomas Alexander Szlezák. Myślą Platona interesowała się psychoanaliza Freuda oraz jego następców, jak również krąg Stefana Georgego. Platonem zajmowali się także:
- bezpośredni uczniowie Heideggera: Hans-Georg Gadamer[300], Hannah Arendt[301], Walter Bröcker[302], Reiner Schürmann[303], Jan Patočka[304],
- późniejsi kontynuatorzy jego myśli tacy jak Jacques Derrida[305], Michel Foucault[306], Paul Ricoeur[307], Emmanuel Levinas[308], Gilles Deleuze[309], Giorgio Agamben[310], John Sallis[311], Claudia Baracchi[312].

W angielskim kręgu kulturowym platonizm był badany przez Paula Shoreya, Johna Burneta, Alfreda Edwarda Taylora, Francisa Macdonalda Cornforda, Harolda F. Chernissa, a po II wojnie światowej m.in. przez Jacoba Kleina, Erica Voegelina i Leo Straussa, Allana Blooma, Setha Benardete, Evę Brann, Stanleya Rosena, Gregory’ego Vlastosa, Kennetha M. Sayre’a, Charles H. Kahn, Gail Fine. W Niemczech przez Juliusa Stenzela, Paula Friedländera, Wernera Jaegera, we Francji przez Augusta Dièsa, Léona Robina, Luca Brissona, we Włoszech przez Margheritę Isnardi Parente, Giovanniego Reale.
Prócz tego myśl Platona rozwijali m.in.:
- francuski socjalista Cornelius Castoriadis[337],
- włoski nietzscheanista Giorgio Colli[338],
- angielski filozof analityczny Gilbert Ryle[339],
- feministki Luce Irigaray[340] oraz Adriana Cavarero[341].

Platonizm w różnych odcieniach znaczeniowych przyjmowało też wielu filozofujących logików, matematyków i fizyków, takich jak na przykład:
- niemiecki logik i matematyk Gottlob Frege, którego stanowisko określa się jako platonizm logiczny[343],
- austriacki logik i matematyk Kurt Gödel[344],
- niemiecki fizyk Carl Friedrich von Weizsäcker[345],
- brytyjski fizyk i matematyk Roger Penrose[346],
- polski matematyk, twórca Katedry Metod Matematycznych Fizyki UW, Krzysztof Maurin[347].

Platoński realizm pojęciowy był przyjmowany w teorii wiedzy jako „trzeci świat” przez Karla Raimunda Poppera, a w filozofii matematyki przyjmuje go amerykańska filozofka Penelope Maddy. W XXI w. do Platona odwołuje się w swoich wykładach polski fizyk teoretyczny Krzysztof Meissner, którego pradziadkiem był Wincenty Lutosławski.
W Polsce pierwszy pełny przekład dialogów platońskich jest dziełem Władysława Witwickiego. Platonem zajmowali się również: Wincenty Lutosławski, Zbigniew Jordan, Benedykt Woyczyński, Władysław Tatarkiewicz, Bolesław Leśmian, Izydora Dąmbska, Władysław Stróżewski, Cezary Wodziński, Karol Tarnowski, Ryszard Legutko, Seweryn Blandzi, Juliusz Domański, Kazimierz Leśniak, Bogdan Dembiński, Joanna Gajda-Krynicka, Marian Przełęcki, Marian Wesoły, Marek Piechowiak, Kazimierz Pawłowski, Elżbieta Wolicka, Zbigniew Danek, Tomasz Mróz, Zbigniew Nerczuk, Dorota Zygmuntowicz, Piotr Nowak, Piotr Augustyniak, Artur Pacewicz, Andrzej Serafin.
W dwudziestym wieku odżył też dialog platoński jako gatunek filozoficzny, uprawiali go Martin Heidegger, Werner Heisenberg, Paul Valéry, Roger Scruton oraz Alain Badiou.
Tradycję platońską pielęgnują m.in.:
- Tübinger Platon-Archiv[385], założone w 1970 roku,
- International Society for Neoplatonic Studies[386], założone w 1973 roku,
- The Prometheus Trust[387], założony w 1986 roku,
- International Plato Society[388], założone w 1989 roku,
- The Plato Centre[389], wcześniej Dublin Centre for the Study of the Platonic Tradition, założone w 1997 roku,
- Academia Platonica Septima Monasteriensis[390], założona w 1999 roku,
- Zespół Badań nad Filozofią Antyczną i Historią Ontologi[391] w IFiS PAN, kierowany przez Seweryna Blandziego, założony w 2002 roku,
- Kolokwia Platońskie, organizowane od 2003 roku przez Artura Pacewicza,
- Akademia Platońska[392], letnia szkoła platonizmu odbywająca się od 2017 roku w Lanckoronie.